# Pilsen

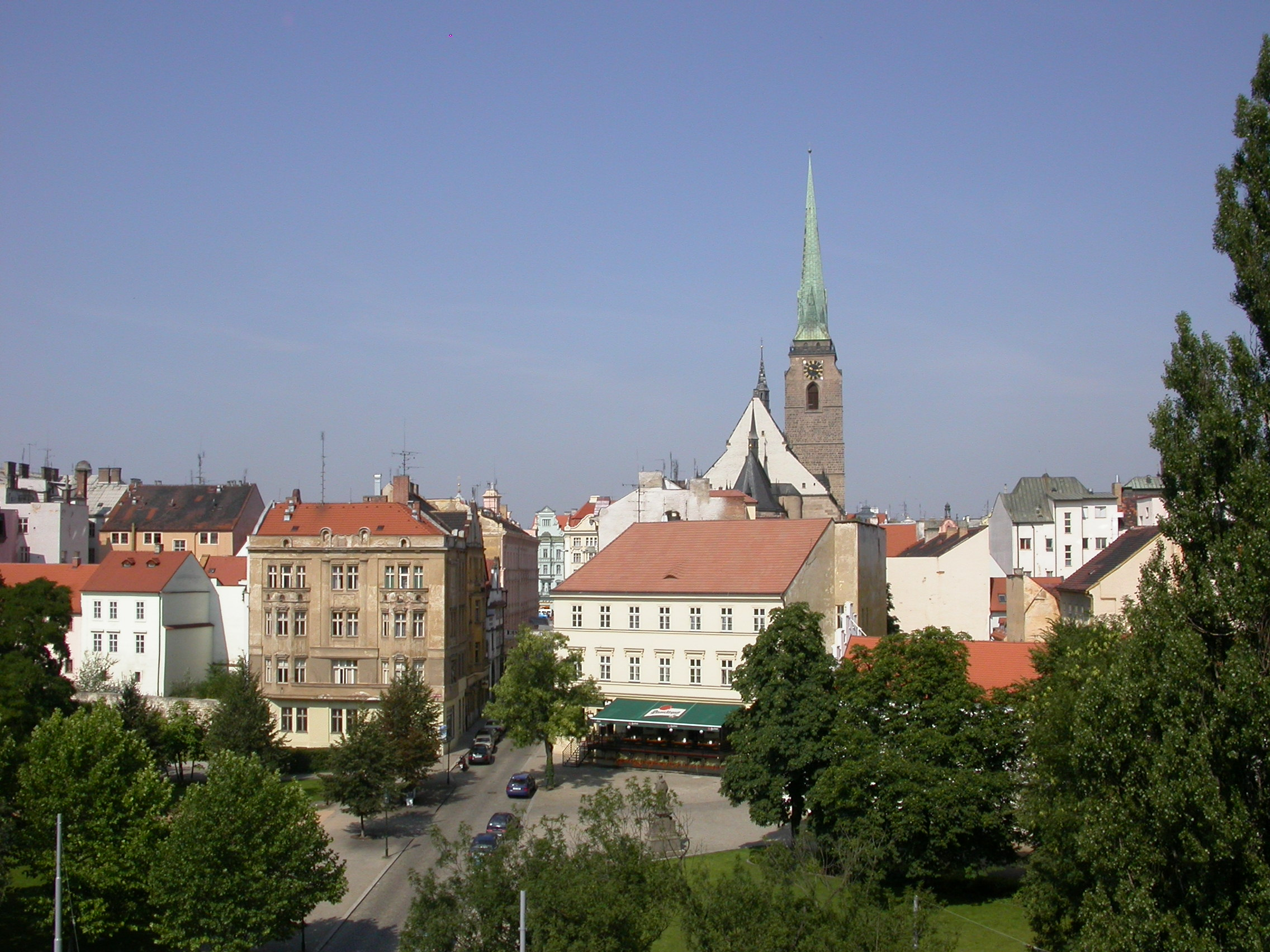
Altstadt mit Kathedrale von Osten

Pilsen (tschechisch Plzeň, Ausspracheⓘ ˈpl̩.zɛɲ) ist die viertgrößte Stadt Tschechiens, liegt im Westen von Böhmen und ist der Verwaltungssitz der Pilsner Region (Plzeňský kraj). In Pilsen leben rund 180.000 Einwohner, die Agglomeration hat etwa 305.000 Einwohner. Bekannt ist Pilsen vor allem wegen des Pilsner Biers und der Škoda-Werke. Die Universitäts- und Bistumsstadt hat eine bedeutende Stellung als Industrie-, Handels-, Kultur- und Verwaltungszentrum. 2015 war Pilsen – gemeinsam mit der Stadt Mons in Belgien – Kulturhauptstadt Europas.

## Geographie

### Klima und Geographie
Pilsen liegt im Pilsener Becken am Zusammenfluss der Flüsse Mies, Radbusa, Úhlava und Úslava. Am südwestlichen Stadtrand befindet sich die Talsperre České Údolí. Die Innenstadt liegt um 310 m n.m. Einige Anhöhen innerhalb des Stadtgebiets erreichen bis 452 m n.m. Die Altstadt steht auf Arkoseuntergrund. Pilsen gehört in die kühlgemäßigte Zone mit langen, trockenen Sommern, wärmeren Übergangsperioden und sehr trockenen Wintern mit kurzem Andauern der Schneedecke. Die Jahresdurchschnittstemperatur beträgt 7,5 °C, der durchschnittliche Jahresniederschlag um 520 mm. Die höchste gemessene Temperatur war 40,1 °C (1983, Pilsen-Bolevec) und die niedrigste −27,6 °C (1987, Pilsen-Bolevec). Die Sonnenscheindauer schwankt jährlich zwischen 1400 und 1700 Stunden.

### Stadtgliederung

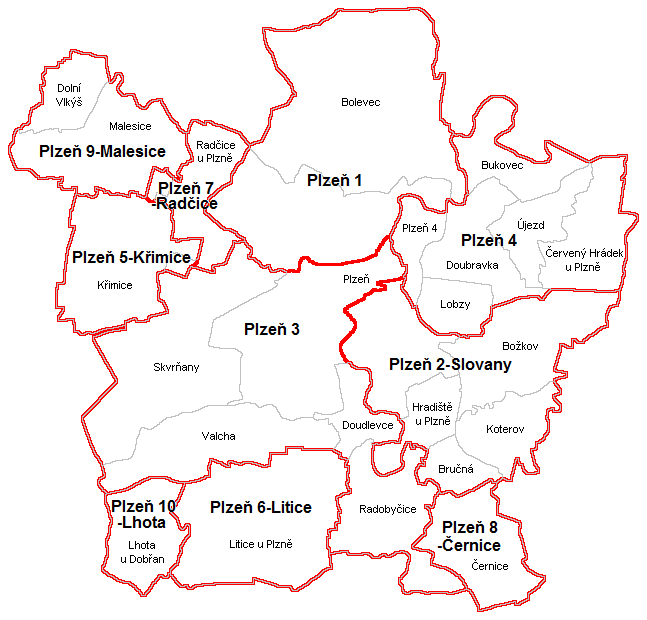
Stadtbezirke von Pilsen

Die Stadt Plzeň gliedert sich in 10 Stadtbezirke, zu denen 31 Ortsteile gehören.
- Plzeň 1: Bolevec (Bolewetz) und Severní Předměstí
- Plzeň 2-Slovany: Božkov (Boschkau), Černice (Tschernitz, Czernicz), Doudlevce, Hradiště (Hradischt), Koterov (Kotterau), Lobzy (Lobes) und Východní Předměstí
- Plzeň 3: Doudlevce (Doudlewetz, Daudlewetz), Jižní Předměstí, Litice (Lititz), Nová Hospoda, Radobyčice (Radobschitz), Skvrňany, Valcha, Vnitřní Město und Východní Předměstí
- Plzeň 4: Bukovec (Bukowetz), Červený Hrádek, Doubravka (Dobraken), Lobzy, Újezd (Aujest) und Východní Předměstí
- Plzeň 5-Křimice: Křimice (Krimitz)
- Plzeň 6-Litice: Litice
- Plzeň 7-Radčice: Radčice (Radschitz)
- Plzeň 8-Černice: Černice
- Plzeň 9-Malesice: Dolní Vlkýš und Malesice
- Plzeň 10-Lhota: Lhota

## Bevölkerung
Für die 2. Hälfte des 14. Jh. wird die Stadtbevölkerung auf 3000 Einwohner geschätzt. Der Dreißigjährige Krieg brachte auch hier viele Tote und damit einen massiven Rückgang der Bevölkerung. In der Mitte des 19. Jh. überschritt die Einwohnerzahl die Zehntausendgrenze. In den folgenden Jahren entwickelte sich Pilsen zu einem der wichtigsten Industriestandorte Österreich-Ungarns, und die Bevölkerungszahl wuchs sprunghaft. Bereits 1890 hatte die Stadt über 50.000 Einwohner, in den dreißiger Jahren dann 100.000 Bürger und seit der Wende pendelt die Einwohnerzahl um 170.000.
| Jahr | Einwohner | Jahr | Einwohner |
| ---- | --------- | ---- | --------- |
| 1869 | 23.681    | 2000 | 166.759   |
| 1880 | 38.883    | 2001 | 164.336   |
| 1890 | 50.221    | 2002 | 163.791   |
| 1900 | 68.079    | 2003 | 164.180   |
| 1910 | 80.445    | 2004 | 162.627   |
| 1921 | 88.416    | 2005 | 162.759   |
| 1930 | 114.704   | 2006 | 163.392   |
| 1950 | 124.339   | 2007 | 165.238   |
| 1961 | 132.799   | 2008 | 169.273   |
| 1970 | 148.021   | 2009 | 169.935   |
| 1980 | 170.701   | 2010 | 168.808   |
| 1991 | 173.008   | 2011 | 167.302   |

## Geschichte

### Stadtgründung
Im 10. Jahrhundert wurde Alt-Pilsen als Wirtschafts- und Verwaltungszentrum der Přemysliden in Westböhmen gegründet. In den lateinischen Quellen erscheint diese Stadt als Pilsna, die Herkunft des Namens ist umstritten.
Neu-Pilsen entstand als Neugründung um 1295 von Lokator Heinrich und im Auftrag von König Wenzel II. als Königsstadt. Die Stadt sollte eine der größten und bedeutendsten böhmischen Städte werden, deshalb wurde sie sehr großzügig angelegt. Der Hauptmarkt mit dem Ausmaß von 139 × 193 m ist einer der größten Marktplätze Europas und die Straßenbreite war für mittelalterliche Verhältnisse ungewöhnlich. Der Stadtgrundriss wurde regelmäßig ausgemessen und besteht aus rechteckigen Hausblöcken. Pilsen bekam die nach Prag größte Landfläche zugeteilt. Im Jahre 1300 wurde Pilsen zum ersten Mal in einem Dokument des Basler Bischofs Peter von Aspelt konkret erwähnt. Obwohl die Stadt die jüngste königliche Stadt in Westböhmen war, entwickelte sie sich sehr schnell zum politischen und wirtschaftlichen Zentrum der Region.
Aus wirtschaftlich-geographischer Sicht wurde die Stadt am Handelsweg aus Prag angelegt, der sich in Pilsen in Zweige teilte, die nach der Reichsstadt Nürnberg (Goldene Straße im Mittelalter der bedeutendste Fernhandelsweg Böhmens) sowie zu den Reichsstädten Regensburg und Eger verliefen. Als bedeutendster Exportartikel wird bis in das 16. Jh. Rindvieh aufgeführt, welches die Pilsener Stadtbürger in ganz Böhmen oder sogar in Oberungarn (der heutigen Slowakei) aufkauften und hauptsächlich nach Bayern ausführten. Nach 1400 wurden in Pilsen 46 verschiedene Handwerke genannt.

### Reformation und Hussitenkriege
Im Jahre 1417 kam es in Pilsen zu einem Putsch und die Anhänger der Hussiten übernahmen städtische Posten. Pilsen wurde zum Zentrum des radikalen, chiliastischen Hussitentums. 1419 verließen radikale hussitische Anhänger Prag und wechselten nach Pilsen, so wurde die Stadt zum Zentrum der Bewegung. Neben dem radikalen Priester Václav Koranda gehörte Jan Žižka zu den bedeutenden Persönlichkeiten der Stadt. Die Stadt wurde vom westböhmischen katholischen Adel blockiert und bei den verschiedenen Rangeleien erzielte Žižka im Jahre 1419 einen ersten Sieg in der Schlacht bei Nekmíř.

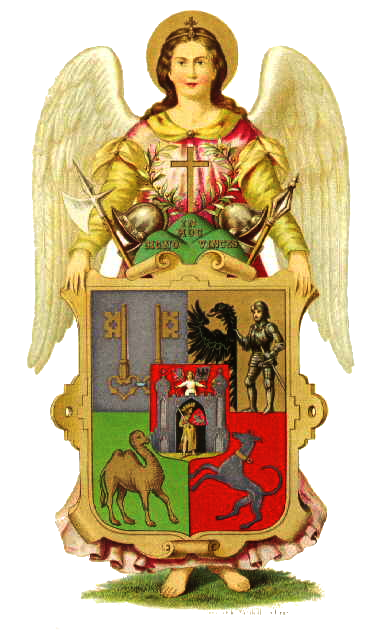
Großes Stadtwappen mit Kamel auf dem grünen Feld

Die Gesamtlage der hussitischen Stadt wurde immer schwieriger und 1420 verließ der radikale Teil der Hussiten sie. Pilsen wechselte daraufhin die Seite und wurde zum festen Bestandteil der königlichen Macht und des Katholizismus. Die Hussiten blieben aber ohne Erfolg. Der schlimmste Versuch war die Belagerung der Stadt ab Juli 1433 bis Mai 1434. Im Januar 1434 gelang es den Pilsenern, bei einem Gegenangriff ein Kamel als Trophäe zu erbeuten. Dieses Ereignis wurde ab den 1460er Jahren Bestandteil des Stadtwappens. Im Frühling 1434 wurde die Stadt von dem ehemaligen Hauptmann der Taboriten und Überläufer Přibík von Klenová mit Lebensmitteln versorgt (vorgeblich in insgesamt 120 Wagen geliefert). Anfang Mai wurde die Belagerung aufgegeben und die hussitischen Truppen zogen ab. In den folgenden Kriegen wechselte die Stadt mehrmals die Seite.
„Noch im Mittelalter war der deutsche Bevölkerungsanteil relativ hoch – doch das änderte sich unter dem Einfluss der Landesherrschaft. Viele Deutsche wechselten die Sprache, und viele Pilsener tragen aus diesem Grund noch heute sehr deutsch klingende Nachnamen.“
Im Jahre 1468 wurde in Pilsen erstmals in Böhmen die Technik des Buchdrucks angewandt.
Im Ständeaufstand 1547 stand Pilsen loyal zum Kaiser und erhielt als Dank die erste Stimme in der Ständekurie im Böhmischen Landtag.

### Dreißigjähriger Krieg

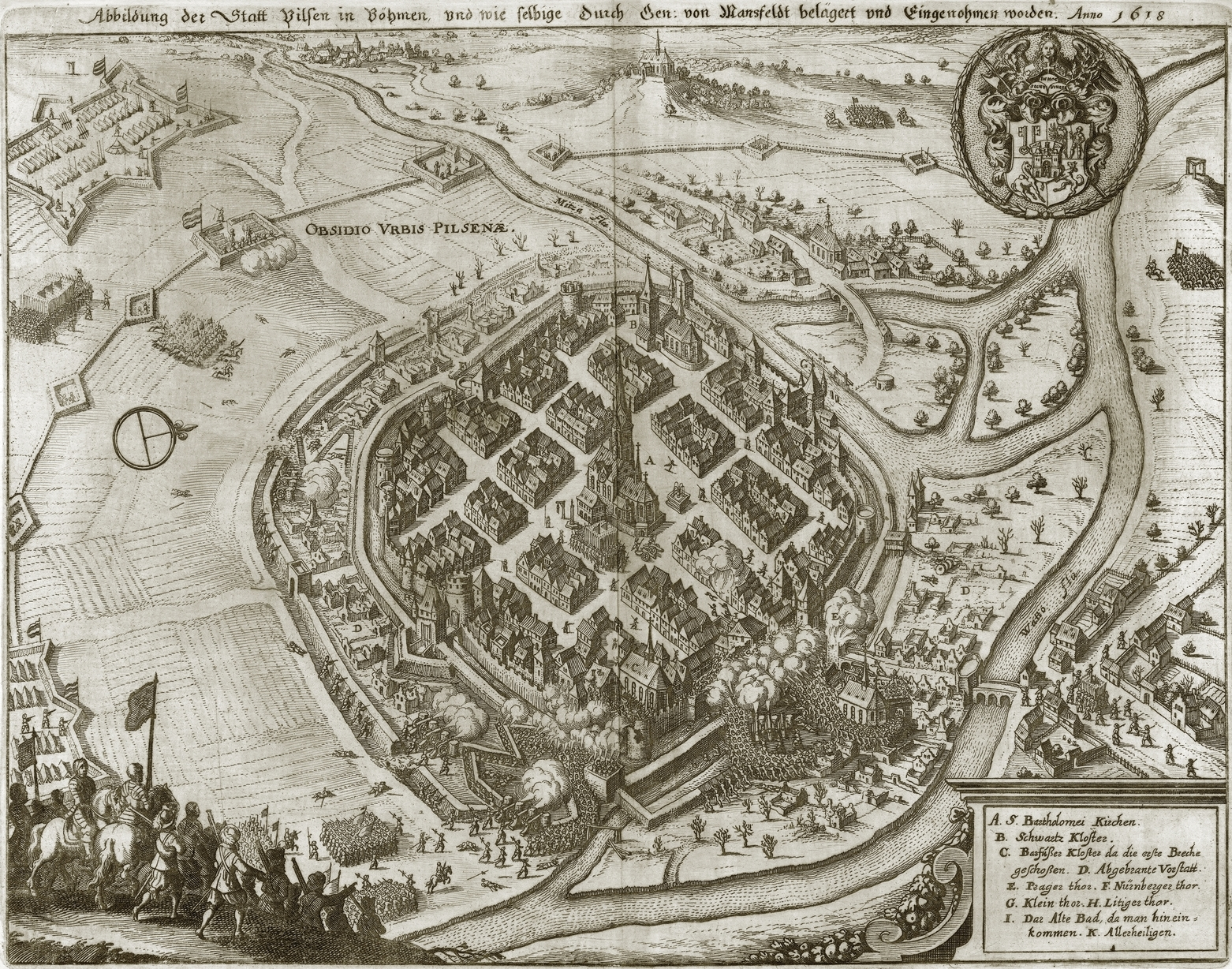
Belagerung der Stadt im Dreißigjährigen Krieg

In Zeiten einer Pestepidemie in Prag zog 1599–1600 Kaiser Rudolf II. mit Hofstaat kurzzeitig nach Pilsen um. Später entschied sich der Kaiser, in Pilsen einen Nebensitz zu errichten, und ließ 1606 das „Kaiserliche Haus“ in Pilsen erbauen, das er aber nie nutzte.
Der Dreißigjährige Krieg bedeutete für Pilsen gleich zu Anfang den Absturz in die Armut und riesige Schulden. Nach dem Ausbruch des Ständeaufstandes 1618 blieb Pilsen dem Kaiser treu. Am 21. November 1618 wurde die Stadt nach kurzer Belagerung von einem Heer der Stände unter Ernst von Mansfeld eingenommen und mit verheerenden Folgen bis April 1621 besetzt. In dieser Zeit diente die Stadt als Hauptstützpunkt und als Haupteinkommensquelle der Armee.
Ab 1631 war Pilsen Basis eines kaiserlichen Heeres, welches zum Schutz der Stadt vor einer sächsischen Armee aus Bayern abkommandiert wurde. Die kaiserliche Armee bot zwar Schutz, aber ihre Unterbringung und Verpflegung belastete die Stadt wirtschaftlich schwer und führte zu großer Verschuldung. Der Oberbefehlshaber Wallenstein lagerte ab Dezember 1633 in Pilsen; die Ergebenheitsadressen seiner Offiziere im ersten und zweiten Pilsener Revers führten zum beschleunigten Handeln der Gegner, die an seiner Absetzung und Beseitigung arbeiteten. Ende Februar 1634 brach er nach Eger auf, wo er zwei Tage später ermordet wurde. Gegen Ende des Krieges ließ der kaiserliche Stadtkommandant Jan van der Croon von 1645 bis 1649 die Stadtbefestigungen verstärken. 1645 und 1648 zogen schwedische Armeen an Pilsen vorbei, griffen es aber nicht an. Unmittelbar zu leiden hatte die Stadt 1648 dagegen unter einem Ausbruch der Pest.

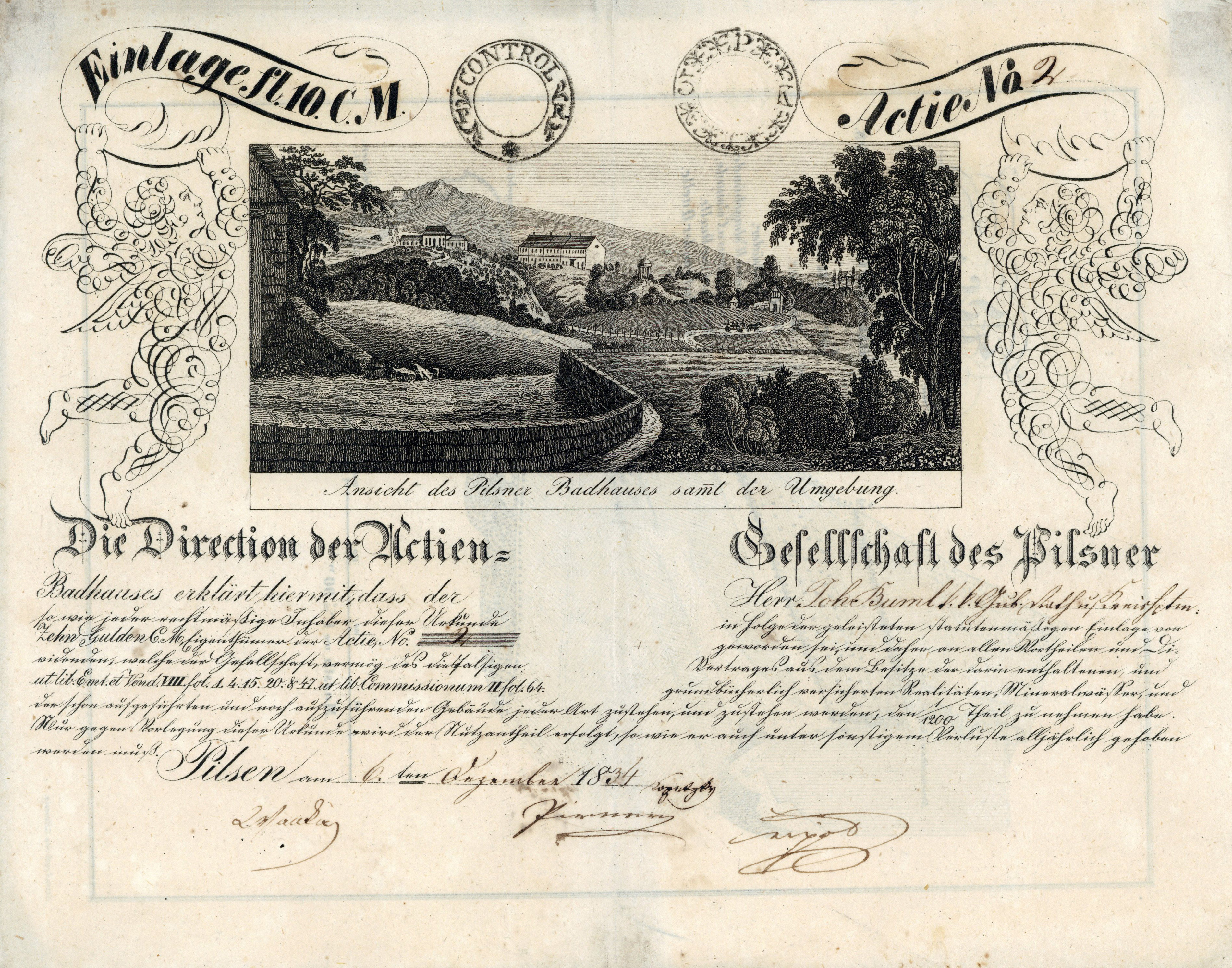
Aktie der Actien-Gesellschaft des Pilsner Badhauses über 10 Gulden, ausgegeben am 6. Dezember 1834 in Pilsen (heute Lochotín-Pavillon)

Nach dem Dreißigjährigen Krieg war die städtische Wirtschaft ruiniert, die Vorstädte abgebrannt, die Stadtbevölkerung dezimiert, ein Drittel der Bürgerhäuser in der Innenstadt war verwüstet. Die Beseitigung der Schäden und der wirtschaftliche Wiederaufbau dauerten beinahe ein Jahrhundert. Die Fernhandelsbeziehungen sanken auf ein Minimum. Allgemeinen Verfall erlitt das gesellschaftliche Leben.
Die verheerenden Folgen des Großen Krieges hemmten, verstärkt durch zwei Pestepidemien (1680, 1714) und eine Feuersbrunst 1729, die wirtschaftliche Konsolidierung, die erst nach 1760 wieder in Fahrt kam, zumal die Stadt in den Schlesischen Kriegen wechselnde Besatzungen aufnehmen und Kontributionen entrichten musste.
Erst am Ende des 18. Jahrhunderts erreichte die Einwohnerzahl wieder den Vorkriegsstand. Pilsen blieb danach bis ins 19. Jahrhundert eine Provinzstadt ohne größere Bedeutung.

### Industriezeitalter

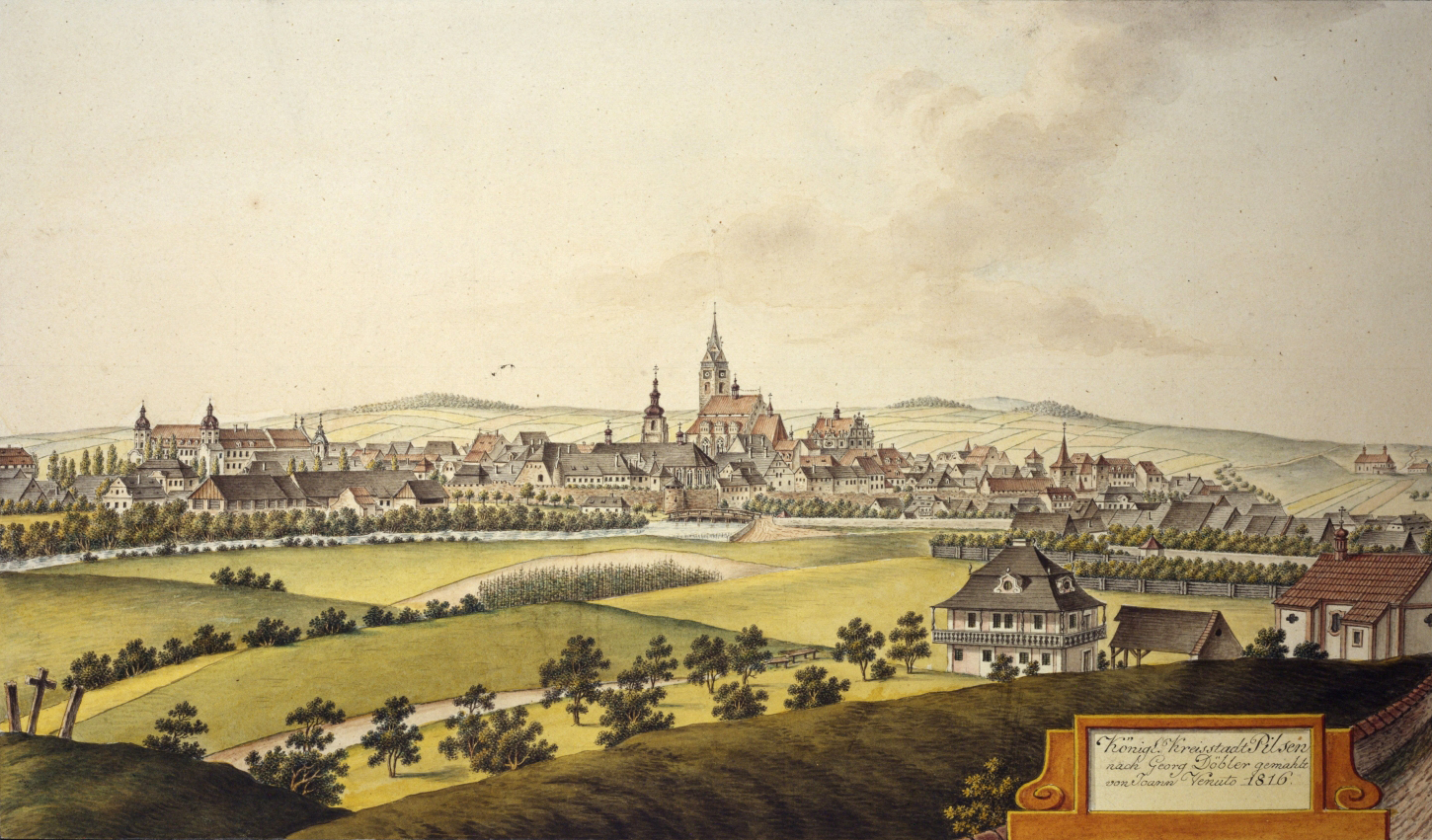
Stadtansicht von Südosten, 1816

Um 1840 war die „herrschende Sprache“ der Einwohner „die böhmische, doch findet man in der Stadt auch viele des Teutschen kundige“. Durch die Industrialisierung zogen zahlreiche tschechische Arbeiter aus der Umgebung nach Pilsen und es entstanden neue, tschechisch geprägte Vorstädte, während das deutsche Bürgertum sich auf die Altstadt beschränkte.
In der zweiten Hälfte des 19. Jahrhunderts stand Pilsen nach Größe und Bedeutung hinter Prag wieder an zweiter Stelle in Böhmen. Im Jahre 1869 entstand das wichtigste und in folgenden Jahren für die Stadt prägende Maschinenbauunternehmen Škoda. Das zweitgrößte Werk dieser Zeit war nach 1898 das Eisenbahnwerk der Staatsbahnen mit etwa 2000 Angestellten. Es handelte sich um das größte Ausbesserungswerk in Österreich-Ungarn. Zwischen 1861 und 1877 wurde der Pilsener Eisenbahnknoten fertiggestellt. Im Jahre 1899 verkehrte in Pilsen die erste Straßenbahnlinie.
1900 belief sich der seit der Neuzeit rückläufige deutschsprachige Bevölkerungsanteil nur mehr auf 13,5 Prozent.

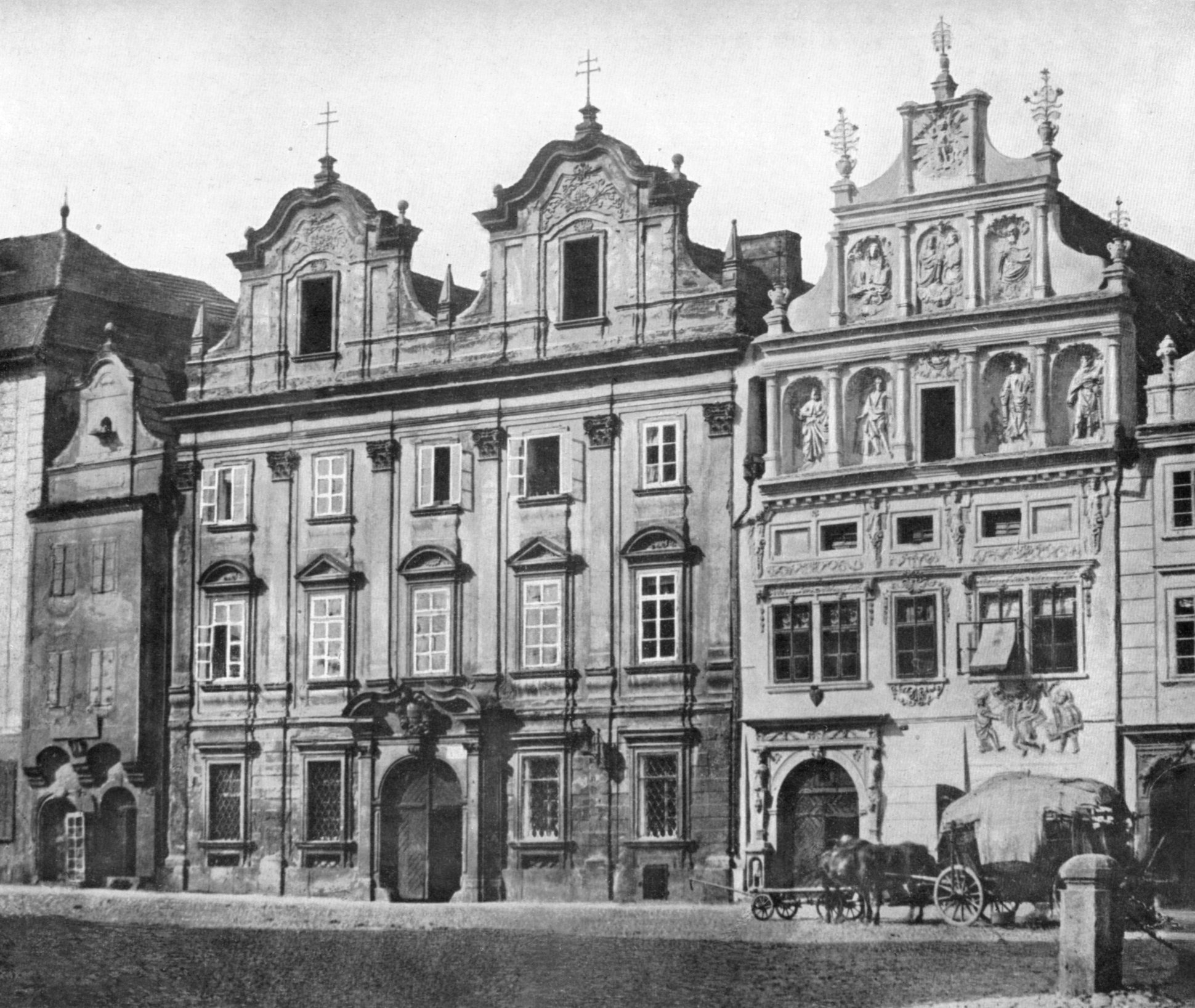
Haus am Hauptmarkt, 1856

Trotz dieser Wirtschaftsblüte waren die Wohn- und hygienischen Verhältnisse besonders für die Arbeiterschaft Pilsens schlecht. Diesen Zuständen versuchte in den Jahren 1911 bis 1919 Škoda mit dem Bau der Arbeiterwohnsiedlung Karlov abzuhelfen. Insgesamt blieben die Wohnbauaktivitäten aber unzureichend. Die Škoda-Werke spezialisierten sich immer mehr auf Rüstungsgüter und wurden in späteren Jahren zur größten Waffenschmiede Österreich-Ungarns. Pilsen lieferte schwerste Artilleriegeschütze wie den 30,5-cm-M.11-Mörser, der im Ersten Weltkrieg eingesetzt wurde. 1917 arbeiteten bei Škoda 32.000 Arbeiter. Am 25. Mai 1917 kamen bei einem Explosionsunglück in der Munitionsfabrik im Pilsner Vorort Bolevec etwa 300 Menschen ums Leben. In den folgenden zwanzig Jahren war die Industriestadt Pilsen mit dem benachbarten Montangebiet ein wichtiges Wirtschaftszentrum der 1918 gegründeten Tschechoslowakischen Republik.

### Zweiter Weltkrieg und Sozialismus
Mit der Errichtung des Protektorats Böhmen und Mähren marschierte die deutsche Wehrmacht am 15. März 1939 auch in Pilsen ein, das Sitz eines Oberlandrats und mehrerer Behörden (SA, SS, Gestapo) wurde.
Umgehend erfolgte die Einbindung der Škoda-Werke in die deutsche Rüstungsproduktion. Gegen Widerstand gingen die Besatzer rücksichtslos vor (so erfolgte 1943 der Transport von mehr als 500 politischen Häftlingen in das KZ Buchenwald).
Vor der Besetzung durch das nationalsozialistische Deutsche Reich von 1939 bis 1945 lebten in Pilsen (1938) etwa 3200 Juden (unter 125.000 Einwohnern). 3000 von ihnen wurden im Januar 1942 in drei Transporten nach Theresienstadt und in weitere Konzentrations- und Vernichtungslager deportiert.
Von 1939 bis 1945 arbeitete die Rüstungsindustrie in Pilsen für das Deutsche Reich. Deshalb waren im Zweiten Weltkrieg die Škoda-Werke Ziel von Luftangriffen zunächst der Royal Air Force, später auch der US Army Air Forces. Am 5. Mai 1945 war in der Stadt ein Aufstand des örtlichen Widerstands ausgebrochen, gegen den die Deutschen vorgingen. 
Am 6. Mai befreiten Einheiten der 16. US-Panzerdivision sowie der 2. US-Infanteriedivision der 3. US-Armee Pilsen. In der gleichen Zeit kapitulierten in und um die Stadt herum tausende Soldaten der Wehrmacht und Waffen-SS, um einer Gefangennahme durch die Rote Armee zu entgehen. Ende November 1945 zogen die US-Truppen wieder ab. Die sudetendeutsche Bevölkerung der Stadt wurde ab 1945 größtenteils vertrieben und ausgewiesen. Noch 1945 wurde eine Medizinische Fakultät der Prager Karlsuniversität in Pilsen gegründet, 1948 folgte eine Pädagogische Fakultät und 1949 eine Hochschule für Maschinenbau und Elektrotechnik.
Am 1. Juni 1953 gab es aufgrund einer Währungsreform schwere Unruhen in der Stadt. 20.000 Menschen, vor allem Arbeiter der Škoda-Werke demonstrierten gegen das kommunistische Regime der Tschechoslowakei. Demonstranten drangen in das Rathaus ein und warfen kommunistische Symbole, Möbel und andere Gegenstände aus den Fenstern. Ab Nachmittag wurde die Demonstration von der Staatsmacht gewaltsam beendet. 1957 begann mit der Siedlung Slovany eine lange Phase der Errichtung von Neubaugebieten. 1961 entstand die Siedlung Doubravka, 1966 Bory, 1968 eine Erweiterung von Slovany. 1974 wurde das Wohngebiet Lochotín und 1989 das Viertel Vinice fertiggestellt. Damit verbunden waren auch zahlreiche Eingemeindungen.
Am 21. August 1968 beendete der Einmarsch sowjetischer Truppen in Pilsen den liberalen Geist des Prager Frühlings. 1970 wurde Litice zu Pilsen eingemeindet. Weitere Eingemeindungen folgten 1976 mit den Orten Černice, Radobyčice, Koterov, Červený Hrádek, Křimice, Radčice. Das neue Universitätskrankenhaus von Pilsen wurde 1985 im Stadtteil Lochotín eröffnet. Das Ende des Sozialismus in der Tschechoslowakei leiteten landesweite Proteste und Demonstrationen Ende 1989 ein. Am 27. November 1989 beteiligten sich tausende Arbeiter der Škoda-Werke an einem Generalstreik. Die landesweiten Proteste mündeten in der Samtenen Revolution.

### Nach der Samtenen Revolution
Mit der Einführung marktwirtschaftlicher Prinzipien in der Tschechoslowakei litt die Stadt Plzeň besonders. Die bisherigen Abnehmer für Erzeugnisse der lokalen Schwerindustrie fielen weg, insbesondere nach dem Zerfall der Sowjetunion. Auch die Staatsbahn ČSD als Hauptabnehmer von Lokomotiven fiel weitestgehend weg, da die Gütertransporte rapide abnahmen. Die Division für den Kernkraftwerksbau verlor wesentlich an Bedeutung, da zahlreiche Energieprojekte gestoppt worden sind. In Folge der Privatisierungen wurde das Großkombinat Škoda in mehrere kleinere Gesellschaften aufgeteilt und privatisiert. Ein großer Teil des Werksgeländes entwickelte sich zu einer Industriebrache, es blieben zahlreiche kleinere Industriebetriebe erhalten. 1990 hatte Pilsen 175.038 Einwohner.
Am Stadtrand entstanden neue großflächige Gewerbegebiete, die vor allem auf den Einzelhandel spezialisiert worden sind. Durch ausländische Investoren wurde auch der industrielle Sektor bestärkt, so siedelten sich internationale Betriebe in der Stadt neu an und glichen den Bedeutungsverlust der Škoda-Werke aus. Die Stadt wurde schrittweise saniert. Damit entwickelte sich in Pilsen aufgrund der verkehrlichen Nähe zu Prag auch eine Bedeutungssteigerung durch Touristen, die unter anderem durch die traditionsreiche Brauerei Plzeňský Prazdroj (Pilsner Urquell), ihre touristischen Einrichtungen und zahlreiche Museen angezogen werden.
1991 ist die Westböhmische Universität in Pilsen eröffnet worden. Bischofssitz wurde Pilsen wieder 1993. Die Orte Malesice, Lhota und Dolní Vlkýš sind 2003 zu Pilsen eingemeindet worden.
Im Verlauf der 1990er wurde die Autobahn D5 zu Pilsen fertiggestellt. Im Jahr 2006 wurde die Stadt vom Durchgangsverkehr größtenteils entlastet, da hier mit mehrjähriger Verspätung die vollständige D5 bis an die tschechisch-deutsche Grenze fertiggestellt wurde. 2005 eröffnete das Techmania Science Center auf dem Geländeteil der Škoda-Werke.  Von 2012 bis 2014 entstand in Pilsen am Rande der ehemaligen Stadtmauer das neue Theater, dessen Lage und Architektur eine Kontroverse mit sich brachte.
2015 wurde die Stadt Kulturhauptstadt Europas, womit zahlreiche Veranstaltungen und Baumaßnahmen verbunden waren. In dieser Zeit besuchten 3,8 Millionen Besucher die Stadt, wovon 2,8 Millionen Tagesbesucher waren. Nach der Samtenen Revolution sank die Einwohnerzahl der Stadt, 2017 konnten dennoch 170.936 Einwohner gezählt werden, was dem Stand von 1980 entspricht.

## Politik

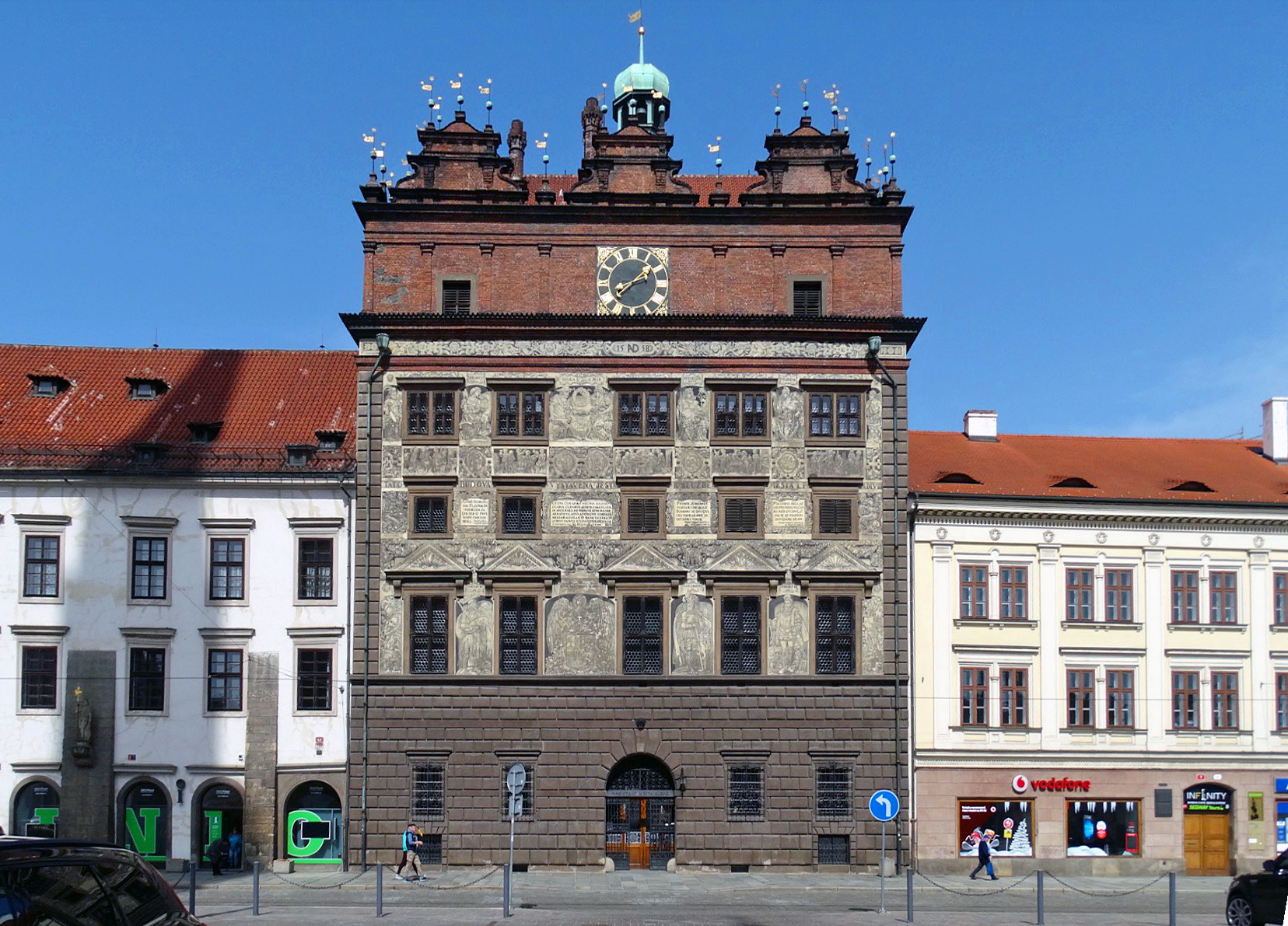
Rathaus

Folgende Fraktionen sind in der Stadtvertretung der Statutarstadt (zastupitelstvo statutárního města) vertreten:
ODS: 14 Sitze,
ČSSD: 14 Sitze,
TOP 09: 7 Sitze,
KSČM: 5 Sitze,
OBČANÉ.CZ: 5 Sitze,
Pravá volba pro Plzeň: 2 Sitze.
Die Sitzverteilung ist das Ergebnis der Kommunalwahlen vom 15. Oktober – 16. Oktober 2010. Die Wahlbeteiligung lag bei 39,44 Prozent.

### Bürgermeister vor 1989
- Martin Kopetzky, 1828 bis 1850

### Liste der Oberbürgermeister (seit 1989)
- Stanislav Loukota, 2. März 1990 – 5. Dezember 1990
- Zdeněk Mraček (OF), 1990–1994
- Zdeněk Prosek (ODS), 1994–1998
- Jiří Šneberger (ODS), 1998–2004
- Miroslav Kalous (ODS), 2004–2006
- Pavel Rödl (ODS), 2006–2010
- Martin Baxa (ODS), 2010–2014
- Martin Zrzavecký (ČSSD), 2014–2018
- Martin Baxa (ODS), (2. Amtszeit) 2018–2022[18]
- Pavel Šindelář (ODS), 2022
- Roman Zarzycký (ANO), seit 2022[19]

### Städtepartnerschaften
Pilsen unterhält Städtepartnerschaften mit folgenden Städten:
- Birmingham, Vereinigte Staaten
- Lüttich, Belgien
- Limoges, Frankreich
- Regensburg, Deutschland
- Takasaki, Japan
- Mexiko, Monterrey
- Winterthur, Schweiz
- Sillein, Slowakei

## Bildung
Das öffentliche Schulwesen ist mit 29 Grundschulen, 5 Gymnasien und 18 Fachgymnasien vertreten. In Pilsen befinden sich zwei Universitätseinrichtungen. Die kleinere ist die Medizinische Fakultät in Pilsen, ein Bestandteil der Prager Karls-Universität mit etwa 2000 Studierenden, wobei etwa 500 im internationalen Studiengang immatrikuliert sind. Die jüngere und größere Hochschule ist die Westböhmische Universität in Pilsen mit etwa 17.200 immatrikulierten Studenten (Stand: Herbst 2006). In Pilsen befindet sich das tschechische Büro des Koordinierungszentrums Deutsch-Tschechischer Jugendaustausch Tandem.

## Bistum
Seit 31. Mai 1993 ist Pilsen Sitz des römisch-katholischen Bistums Pilsen. Der erste Amtsinhaber war Bischof František Radkovský. Seit April 2016 ist Tomáš Holub zweiter Bischof von Pilsen. Die Diözese umfasst fast das gesamte Gebiet des Plzeňský kraj (der südliche Teil ist beim Bistum Budweis verblieben) und des Karlovarský kraj mit insgesamt 818.700 Einwohnern (davon 149.000 Katholiken). Bistumskirche ist die St.-Bartholomäus-Kathedrale auf dem Platz der Republik in Pilsen. Das Bistum ist in 10 Vikariate mit insgesamt 72 Pfarreien gegliedert.

## Wirtschaft und Infrastruktur

### Kennzahlen
Die Arbeitslosigkeit betrug zum 31. März 2017 3,12 %

### Unternehmen
In der Stadt befinden sich weiterhin Teile des Škoda-Konzerns, orientiert auf Schwermaschinenbau, Kraftwerkbau (inkl. Nuklearkraftwerke) und Schienenfahrzeugtechnik. Eine bedeutende Rolle spielt die Brauerei- und Spirituosenindustrie, vertreten durch die Pilsner Urquell AG und den Spirituosenhersteller Stock Plzeň-Božkov.
Ein außergewöhnliches Projekt ist der Bau des Industrieparks Borská pole ab 1996. Im Dezember 2005 waren hier 42 Unternehmen ansässig mit insgesamt 9790 Arbeitsplätzen, vorwiegend in den Bereichen Elektrotechnik, Kraftfahrzeugkomponenten und (Leicht-)Maschinenbau. Der Industriepark errang im Wettbewerb um das Industriegebiet des Jahres wiederholt erste, zweite und dritte Plätze. In diesem Industriepark befindet sich u. a. die Produktionsstätte für Panasonic-Flachbildschirme. Ein weiteres Industriegebiet entsteht im sanierten Komplex des ehemaligen Škoda-Konzerns nahe der Innenstadt. Nennenswert ist der Forschungs- und Technologiepark Techmania Science Center. 1996 ließ sich der Waschanlagenhersteller Otto Christ mit einem Produktionswerk im südwestlichen Stadtteil Slovany nieder.

#### Škoda
Das Maschinenbauunternehmen Škoda war für Pilsen wirtschaftlich und vom Stadtbild her prägend. Das Werk wurde 1859 von Graf Ernst von Waldstein gegründet und 1869 von dem Ingenieur Emil von Škoda gekauft. Dieser modernisierte das Unternehmen. Škoda stellte Zuckerfabriken, Brauereien und Dampfmaschinen her. Später orientierte sich das Unternehmen immer mehr auf die Rüstungsindustrie. Ab 1886 wurden in Pilsen Geschütztürme für Schlachtschiffe hergestellt. Während des Ersten Weltkrieges wurde das Werk dann zum größten Waffenproduzenten der habsburgischen Monarchie Österreich-Ungarn mit ca. 32.000 Arbeitern im Jahr 1917.
Nach Kriegsende wurden als erstes Lokomotiven hergestellt. In den folgenden Jahren baute Škoda in aller Welt Zuckerfabriken, Mühlen, Brauereien, Kraftwerke, Bergwerke oder Schlachtwerke. Im Jahr 1925 übernahm das Unternehmen den Automobilhersteller Laurin & Klement, heute Škoda Auto.
Nach dem Zweiten Weltkrieg orientierte sich das Pilsener Hauptwerk vorwiegend auf die Schwerindustrie, anfangs Dampf- und später E-Lokomotiven, Turbinen und Kraftwerksanlagen. Nach wie vor wurden schlüsselfertige Industrieanlagen im Ausland gebaut. Ab den fünfziger Jahren begann in Pilsen ein ziviles Nuklearprogramm. Nach der Wende 1989 wurde der Konzern privatisiert und in einzelne Bereiche geteilt. Gegenwärtig tragen einige voneinander unabhängige Unternehmen den Namen Škoda.

#### Brauereien

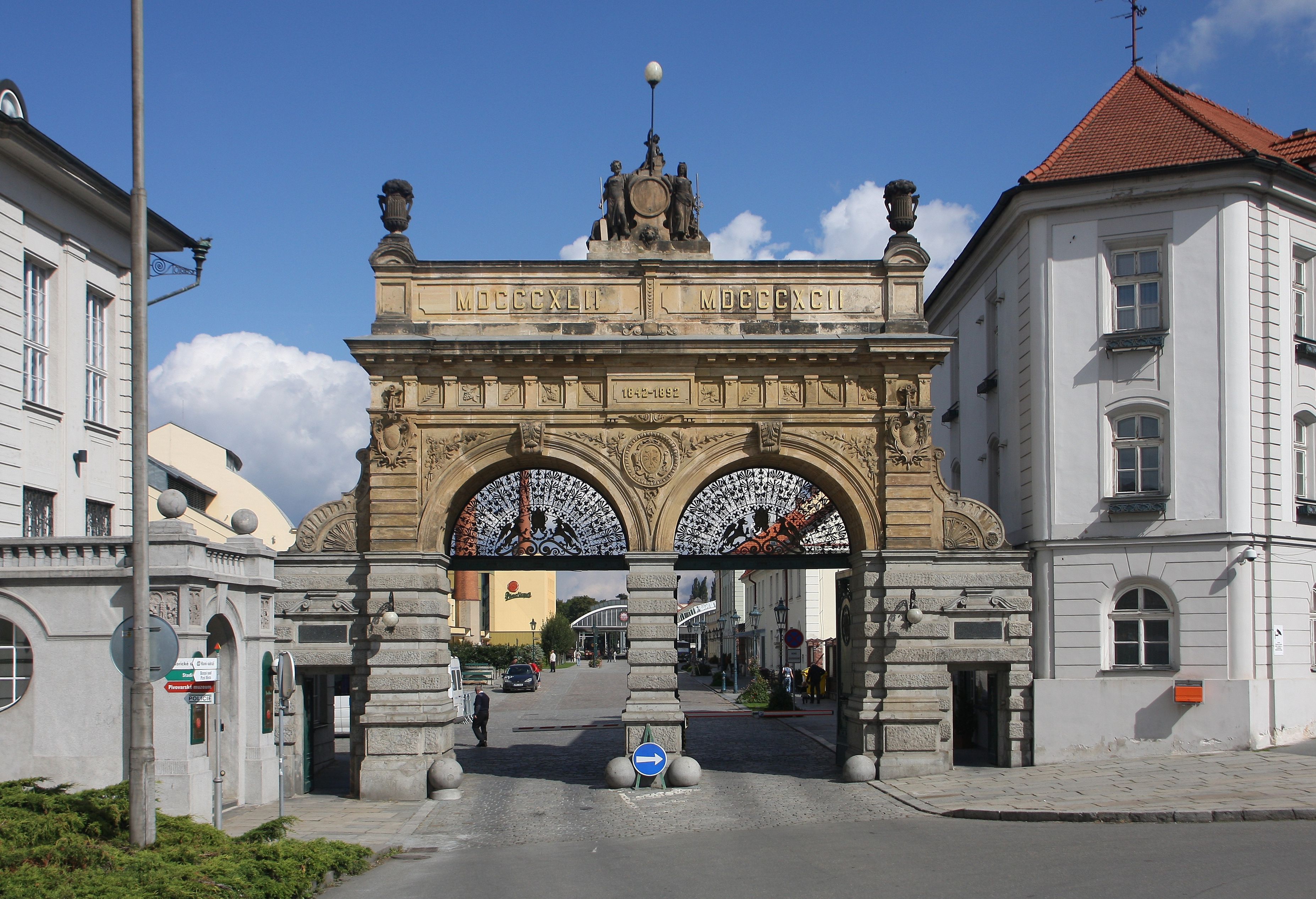
Tor der Brauerei

Aufgrund der ursprünglich sehr schlechten Bierqualität entschlossen sich Mitte des 19. Jahrhunderts die brauberechtigten Bürger Pilsens zum Bau einer neuen Brauerei, um damit die technischen Voraussetzungen für die Herstellung eines moderneren, untergärigen Bieres zu schaffen. Im Frühling 1842 beriefen sie den Bayern Joseph Groll zum ersten Braumeister. Dieser wird als Urheber der weltberühmten sogenannten Pilsner Brauart bezeichnet. Das Bürgerliche Brauhaus wurde in den folgenden Jahren ständig erweitert, es beschäftigte Ende des Jahrhunderts bereits ca. 600 Mitarbeiter. 1898 wurde die Schutzmarke Pilsner Urquell eingetragen. Ab 1874 exportierte die Brauerei ihr Bier in die Vereinigten Staaten. Im Jahr 1912 besaß sie 336 eigene Eisenbahnwaggons. Im Jahr 1913/1914 überschritt die Jahresproduktion erstmals 1 Million Hektoliter.
Neben dem Bürgerlichen Brauhaus entstand im Jahr 1869 die Erste Pilsener Aktienbrauerei mit der noch existierenden Marke Gambrinus, die zunächst für ihr Bier später als Brauereinamen genutzt wurde. Nach dem Zweiten Weltkrieg wurden beide Brauereien verstaatlicht und unter dem Namen Pilsener Brauereien zusammengeschlossen. 1992–1994 wurde das Staatsunternehmen privatisiert und erhielt den Namen Plzeňský Prazdroj a.s. (deutsch: Pilsner Urquell AG). Seit 1999 gehört das Unternehmen zum Konzern South African Breweries plc, seit 2004: SABMiller.

### Verkehr

#### Öffentlicher Nahverkehr

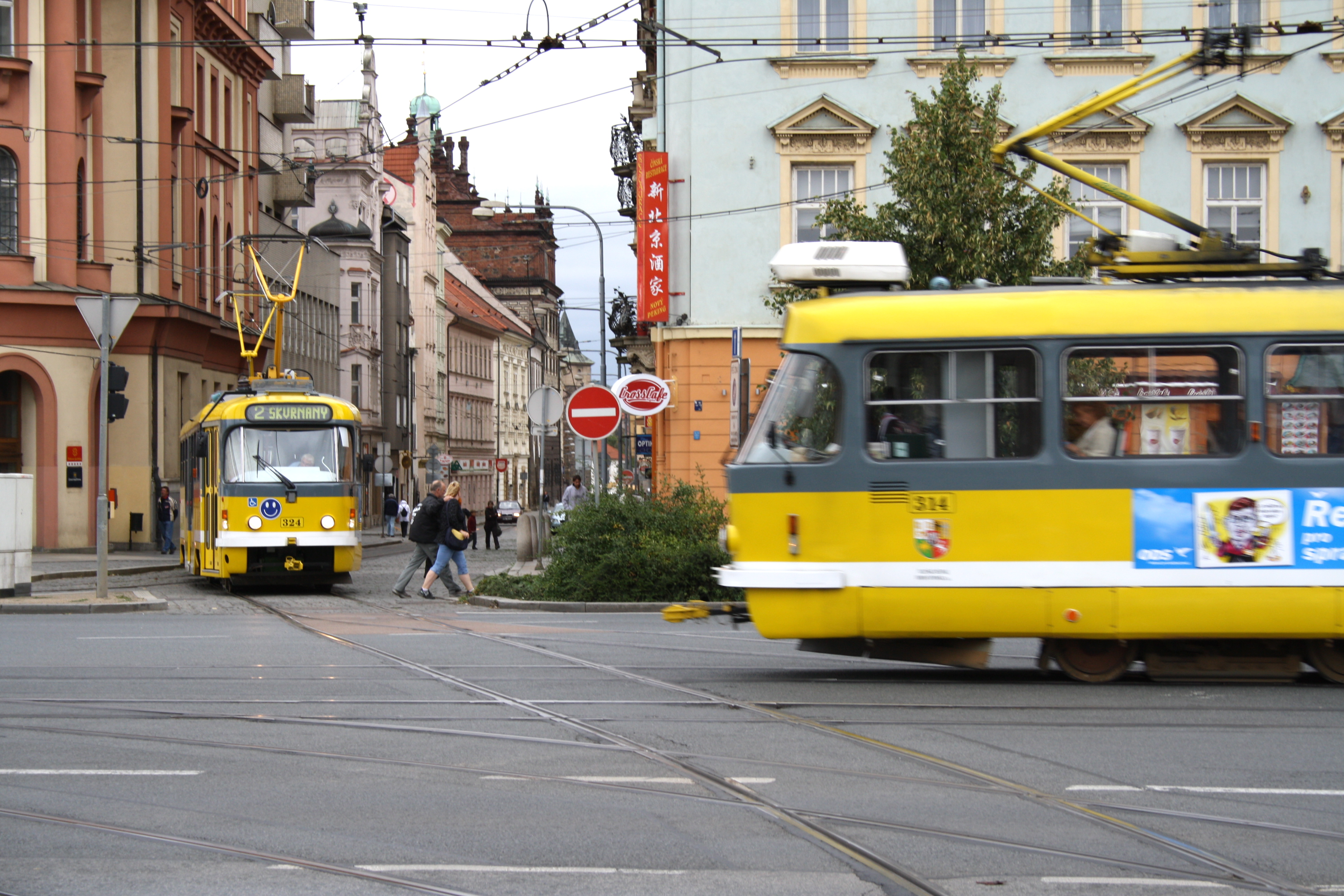
Straßenbahnen in der Altstadt

Im Jahr 1899 wurde in Pilsen die erste elektrifizierte Straßenbahnlinie in Betrieb genommen (die heutige Linie 4). In der Stadt verkehren zurzeit drei Linien.
- Linie 1 (Bolevec–Innenstadt–Slovany)
- Linie 2 (Skvrňany–Innenstadt–Světovar)
- Linie 4 (Košutka–Innenstadt–Bory)

Seit 1941 verkehren in Pilsen Oberleitungsbusse, gegenwärtig mit 10 Linien (Nr. 10–19). Des Weiteren gibt es etwa 25 Buslinien. Der Nachtverkehr wird mit zehn Sonderbuslinien (N1, N2, N3, N4, N5, N6, N7(O-Bus), N11, N12) gewährleistet. Das Stadtumland ist in einem Verkehrsverbund (Integrovaná doprava Plzeňského kraje) zusammengeschlossen.
Für Senioren ab 65 Jahren ist der ÖPNV in Pilsen kostenlos.

#### Straßen
Autobahnen:
- D5 Prag–Pilsen–Rozvadov/Waidhaus mit dem Anschluss an die deutsche A6 und mit einer Stadtumgehung um Pilsen

Europastraßen:
- E49 (Magdeburg)–Plauen–Eger–Karlsbad–Pilsen–Budweis–(Wien)
- E50 (Frankreich)–Nürnberg–Pilsen–Prag–Brünn–(Slowakei, Russland)
- E53 Pilsen–Deggendorf–(München)

#### Eisenbahn

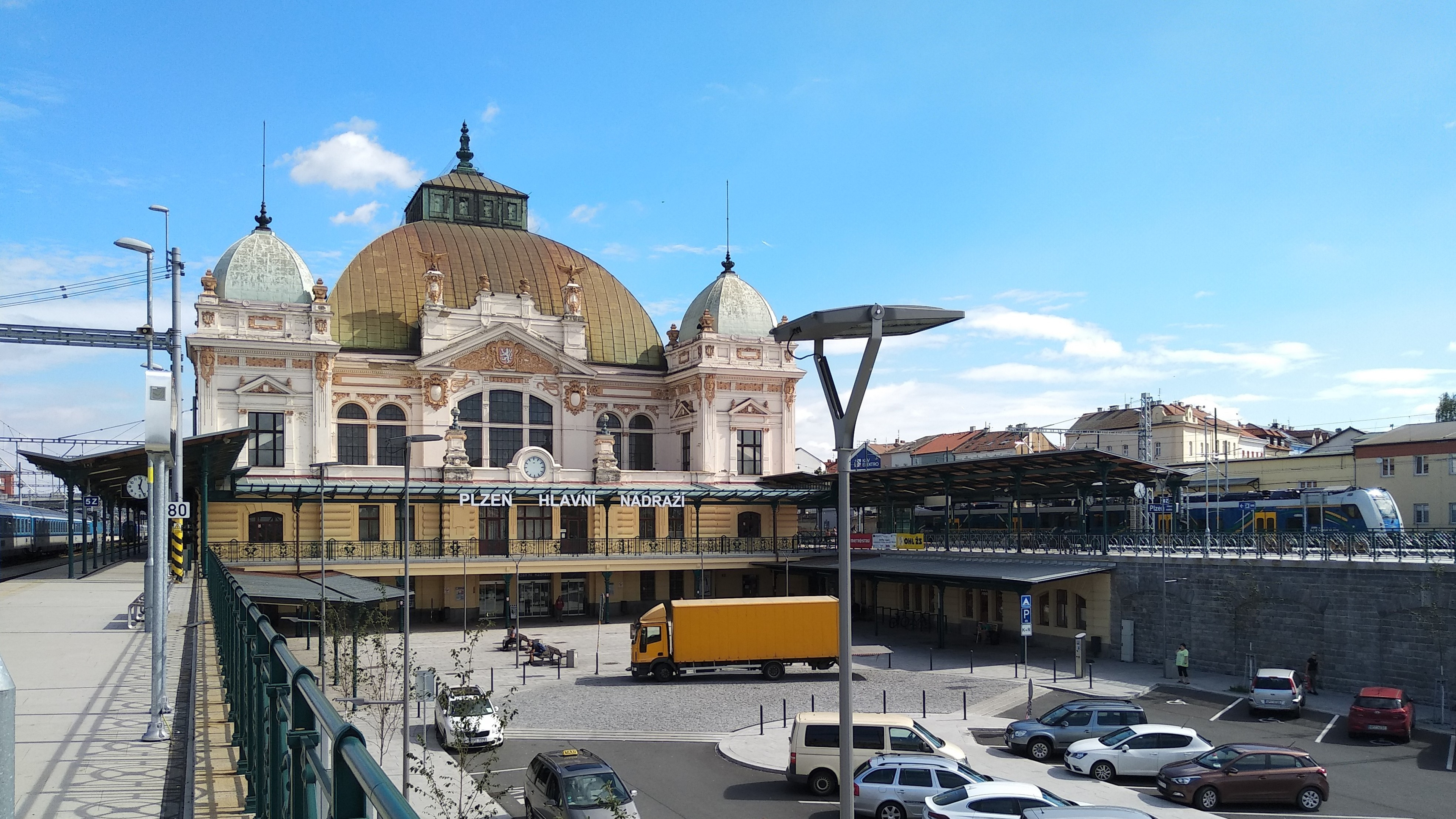
Hauptbahnhof

Die wichtigste Eisenbahnverbindung verläuft von Osten (Prag) nach Westen (Cheb / Nürnberg). Auf dieser Strecke verkehren täglich zwei Zugpaare des Schnellzuges SuperCity.
- Strecke Nr. 170 Ost/West (Ost-West-Verbindung) (Prag)–Beroun–Pilsen–Marienbad–Cheb (weiter nach Nürnberg)
- Strecke Nr. 190 (nach Südosten) Pilsen–Budweis
- Strecke Nr. 160 (nach Norden) Pilsen–Žatec
- Strecke Nr. 180 (nach Südwesten) Pilsen–Domažlice–Furth im Wald. (weiter über Schwandorf nach München bzw. Nürnberg). Dies ist die wichtigste Verbindung nach Deutschland. Vier Zugpaare in Tschechien als EuroCity deklariert werden von der alex betrieben.
- Strecke Nr. 183 (nach Süden) Pilsen–Klatovy–Železná Ruda/Bayerisch Eisenstein

#### Flugverkehr
Der nächstgelegene Flughafen für Fernreisende ist der Flughafen Prag (ca. 60 Min. per Autobahn). Gut erreichbar sind der 210 Kilometer entfernte Flughafen Nürnberg und der 280 Kilometer entfernte Flughafen München. Zu den kleineren Flughäfen gehört der 75 Kilometer entfernte Flughafen Karlsbad. Südwestlich von Pilsen liegt der frühere Militärflugplatz, heute der nichtöffentliche internationale Flugplatz Pilsen-Líně mit einer 1450 m × 60 m Startbahn und VFR-Regime. Südöstlich von Pilsen befindet sich der Sportflugplatz Pilsen-Letkov (ICAO: LKPL) mit einer 700 m langen und mit Gras bewachsenen Startbahn.

## Kultur
Das historische Stadtzentrum wurde 1989 zum städtischen Denkmalreservat erklärt.

### Kulturhauptstadt Europas 2015

Kulturhauptstadt Europas 2015

Am 8. September 2010 setzte sich Pilsen im innertschechischen Wettkampf gegen Ostrava um die Kulturhauptstadt Europas 2015 durch. Das Programm 2015 umfasste über 50 Shows und 600 Veranstaltungen, es begann offiziell mit der Eröffnungsfeier am 17. Januar 2015. Anlässlich dieses Titels wurde zudem der internationale Wettbewerb für junge Tänzer der EBU, Eurovision Young Dancers 2015, in Pilsen ausgetragen.

### Architektur
Das dominanteste Bauwerk der Stadt ist die St.-Bartholomäus-Kathedrale, welche kurz nach der Stadtgründung erstmals belegt ist. Es handelt sich um ein mächtiges gotisches, dreischiffiges Bauwerk mit der spätgotischen Sternberg-Kapelle und einem 102,26 m hohen viereckigen Turm. Der Turm ist der höchste Kirchturm in Böhmen und Stadtdominante Pilsens. Der Rundgang für Besucher befindet sich in einer Höhe von 62 m. Bei gutem Wetter ist der 70 km entfernte Böhmerwald zu sehen.
Das Pilsener Rathaus wurde von Giovanni de Statio aus Massagno in den Jahren 1554–1559 im Renaissancestil erbaut. Zwischen Rathaus und Kathedrale befindet sich die im Jahre 1691 errichtete Pestsäule. Die Große Synagoge ist Europas zweitgrößte Synagoge aus dem 19. Jahrhundert (nach der in Budapest). Das Bauwerk wurde 1893 in maurisch-romanischem Stil vollendet. Erwähnenswert sind zahlreiche Jugendstilbauten. In Pilsen befinden sich einige Interieurs von Adolf Loos. Die Altstadt steht unter Denkmalschutz.

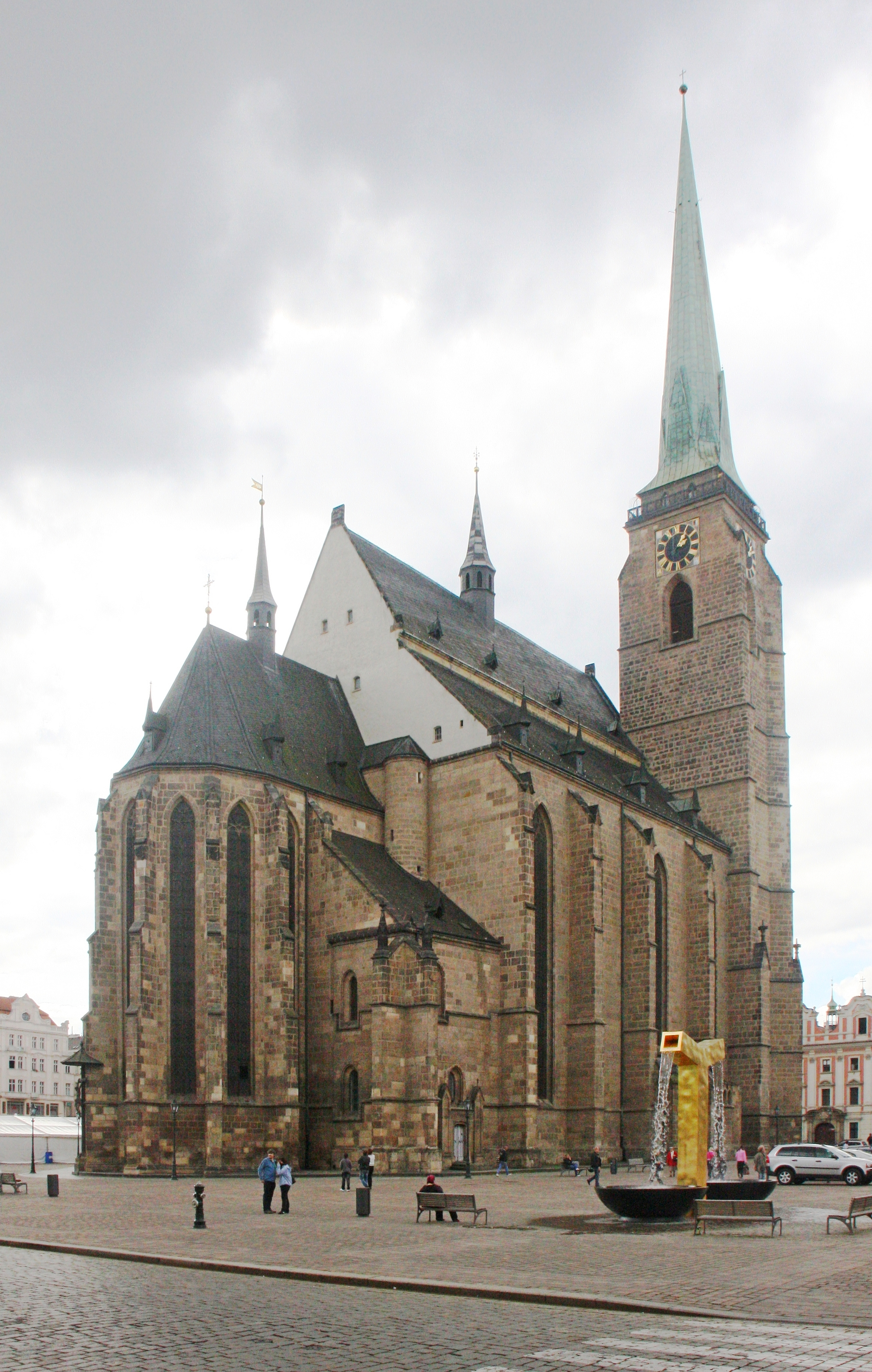
St.-Bartholomäus-Kathedrale
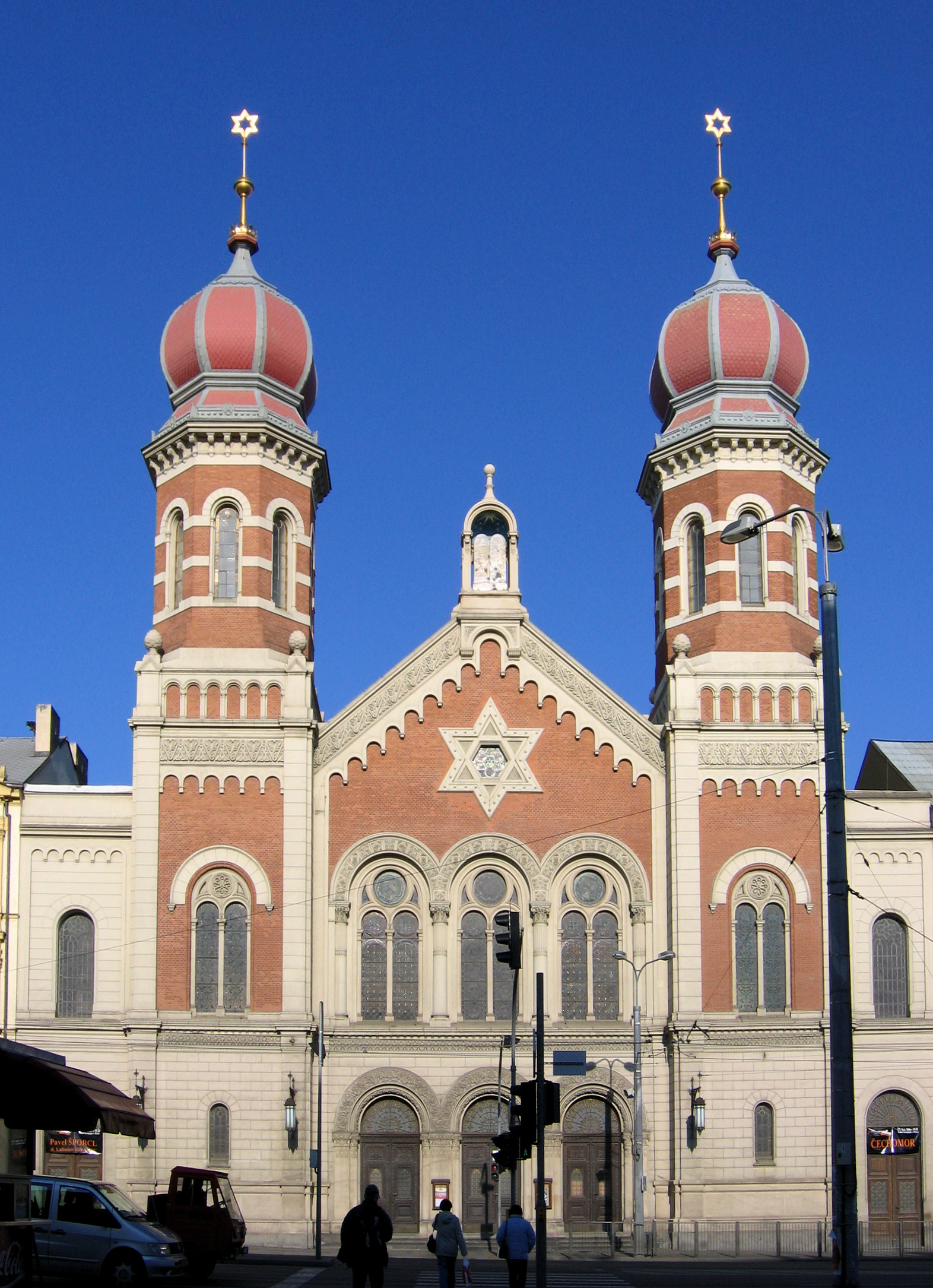
Große Synagoge
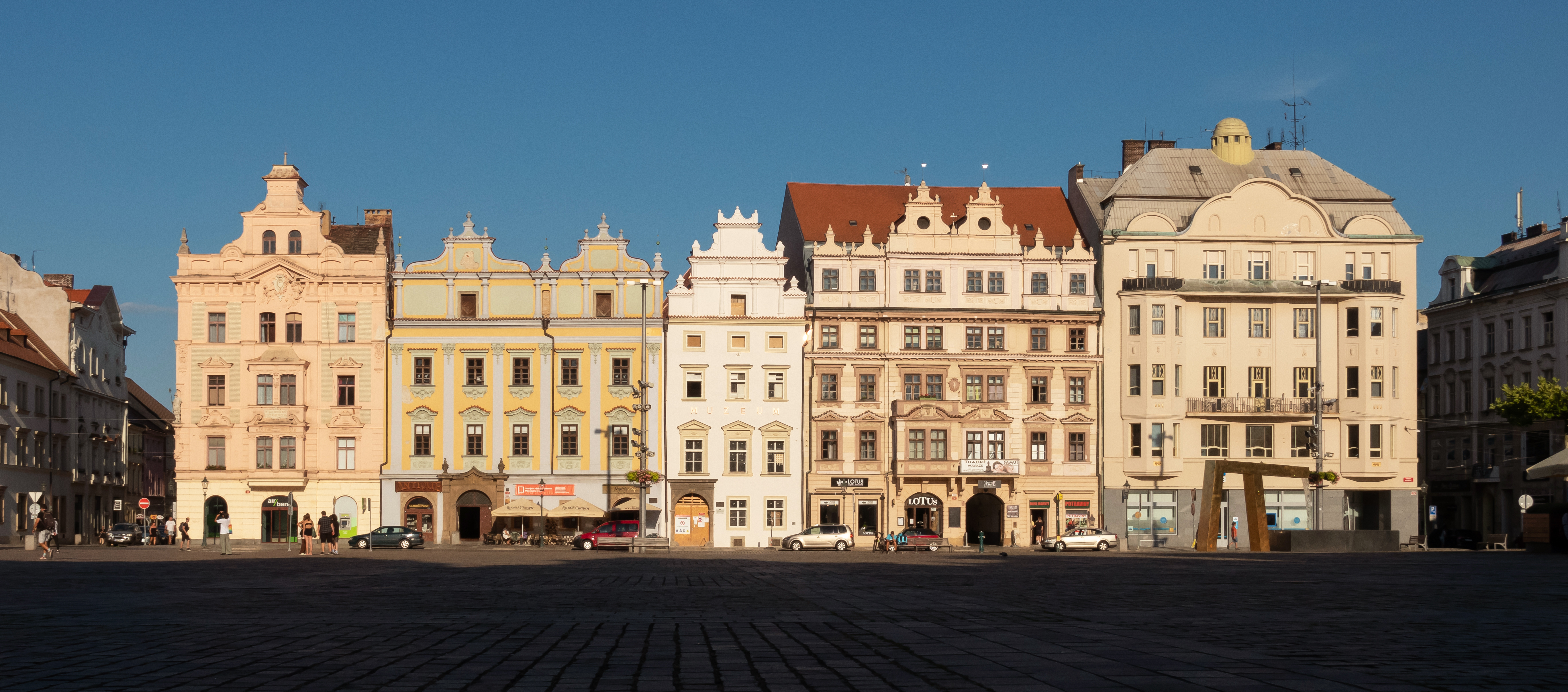
Monumentale Gebäude am zentralen Platz
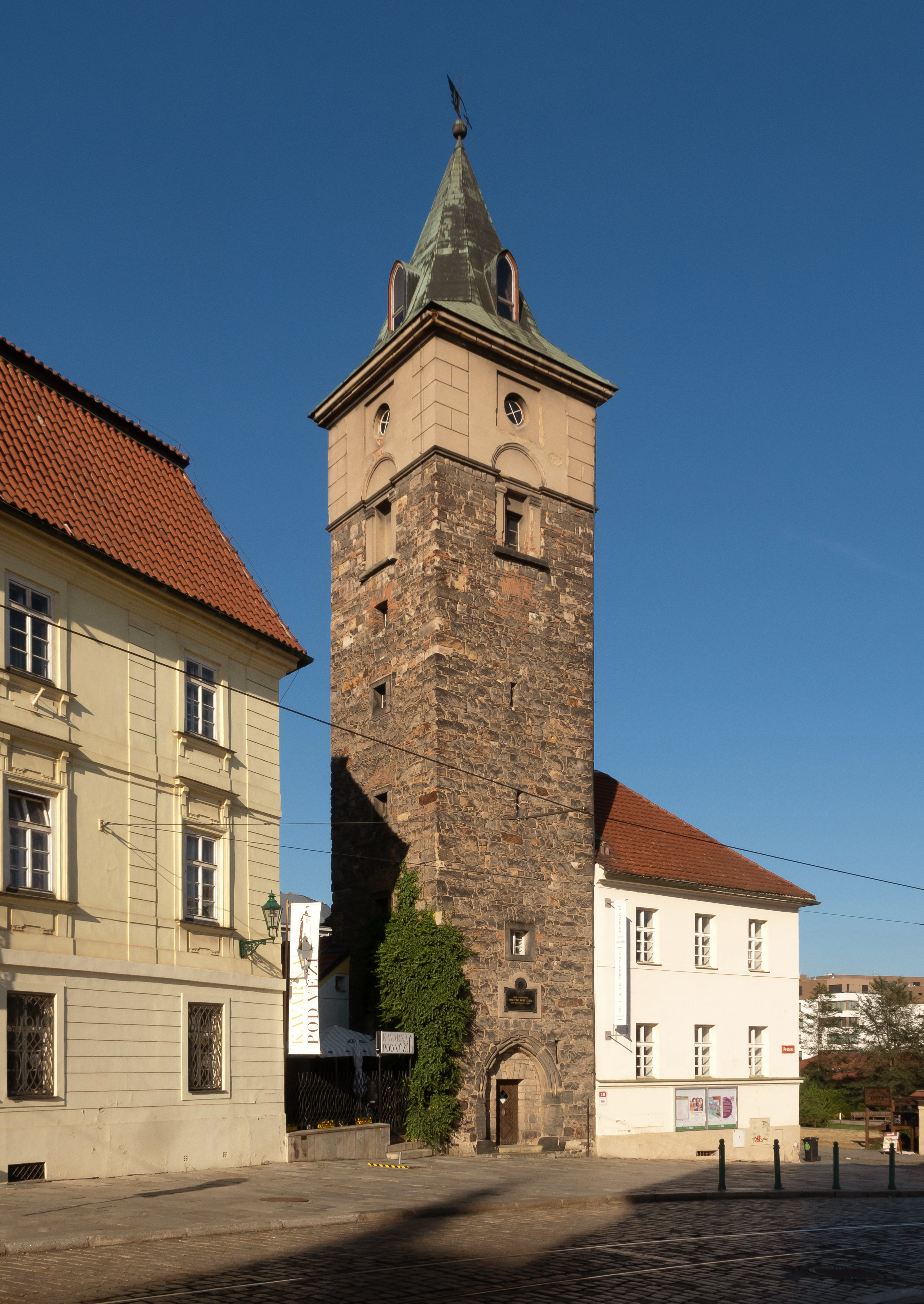
Haus Pražská und Wasserturm
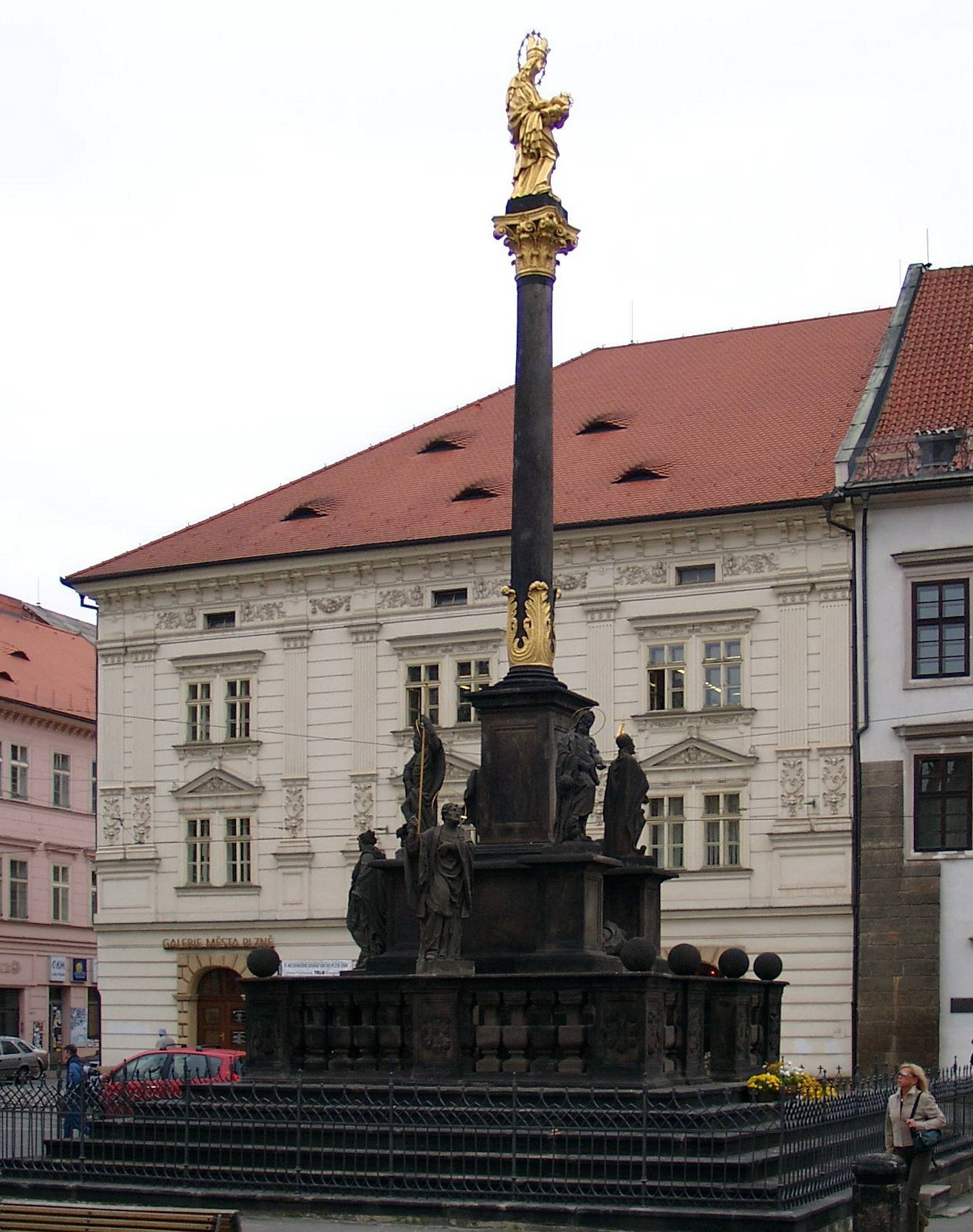
Pestsäule auf dem Hauptmarkt
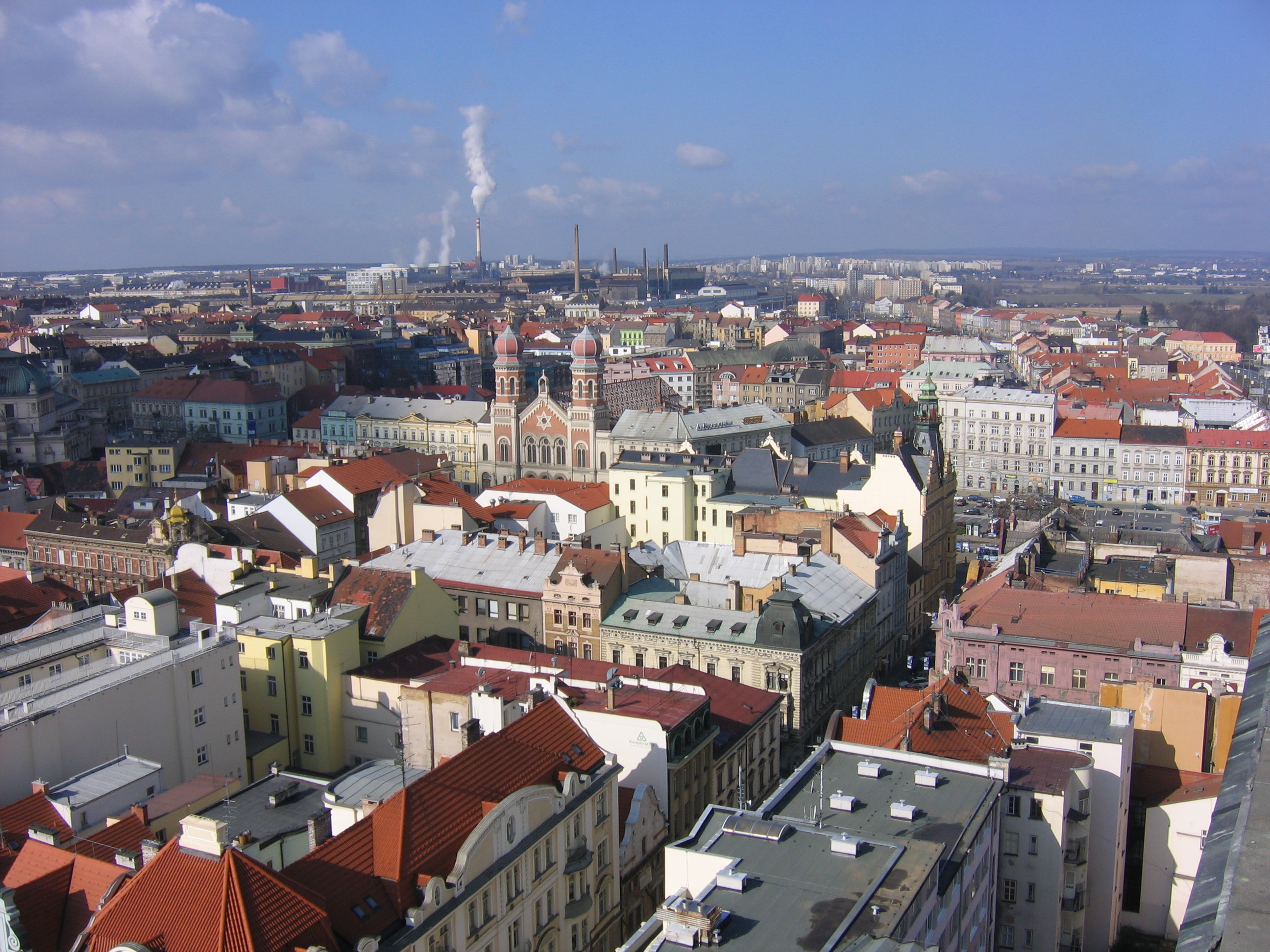
Blick von der St.-Bartholomäus-Kathedrale nach Westen
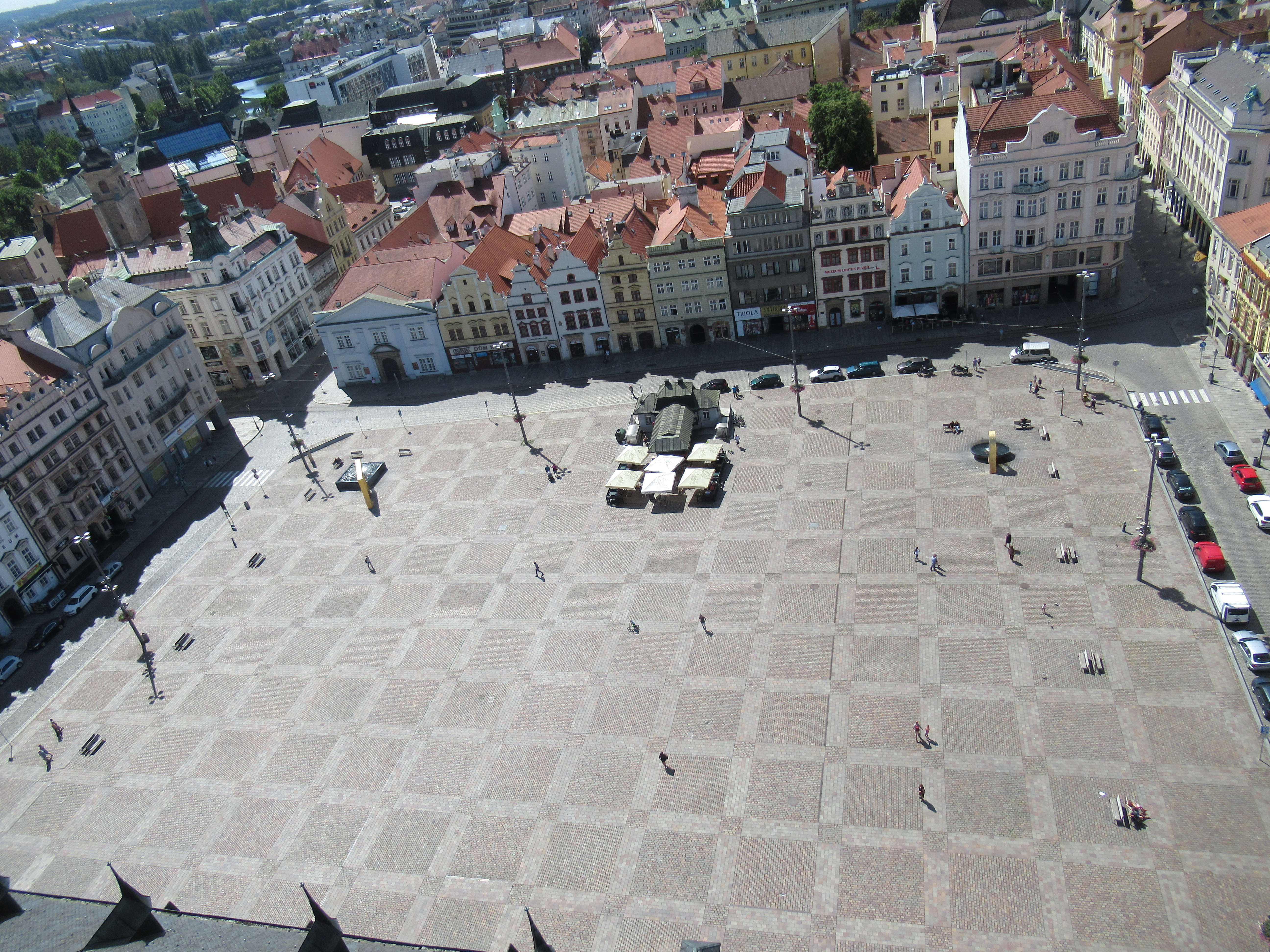
Blick von der St.-Bartholomäus-Kathedrale auf den Hauptmarkt
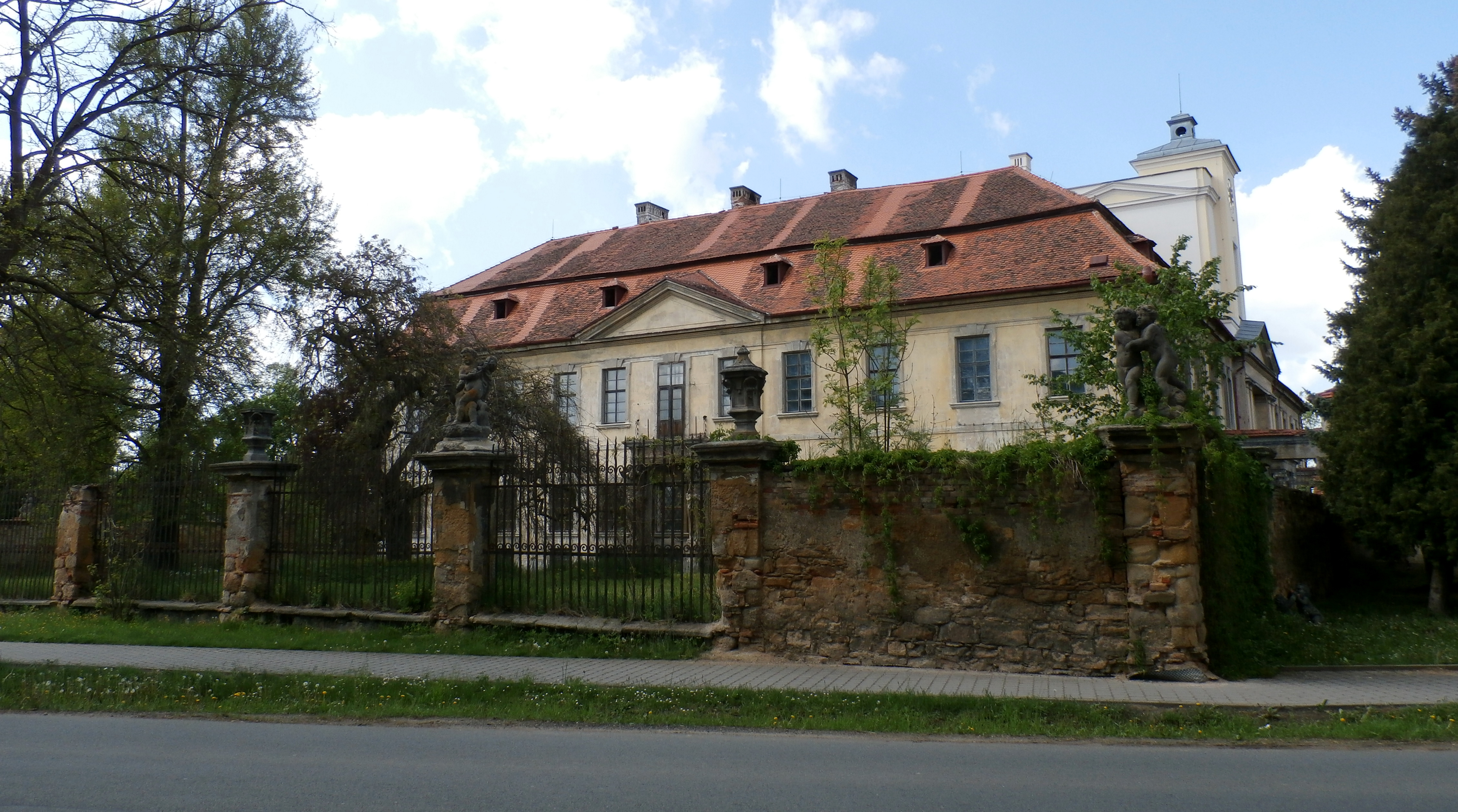
Schloss Křimice, ehemals im Besitz der Familie Lobkowitz

### Theater und Bühnen

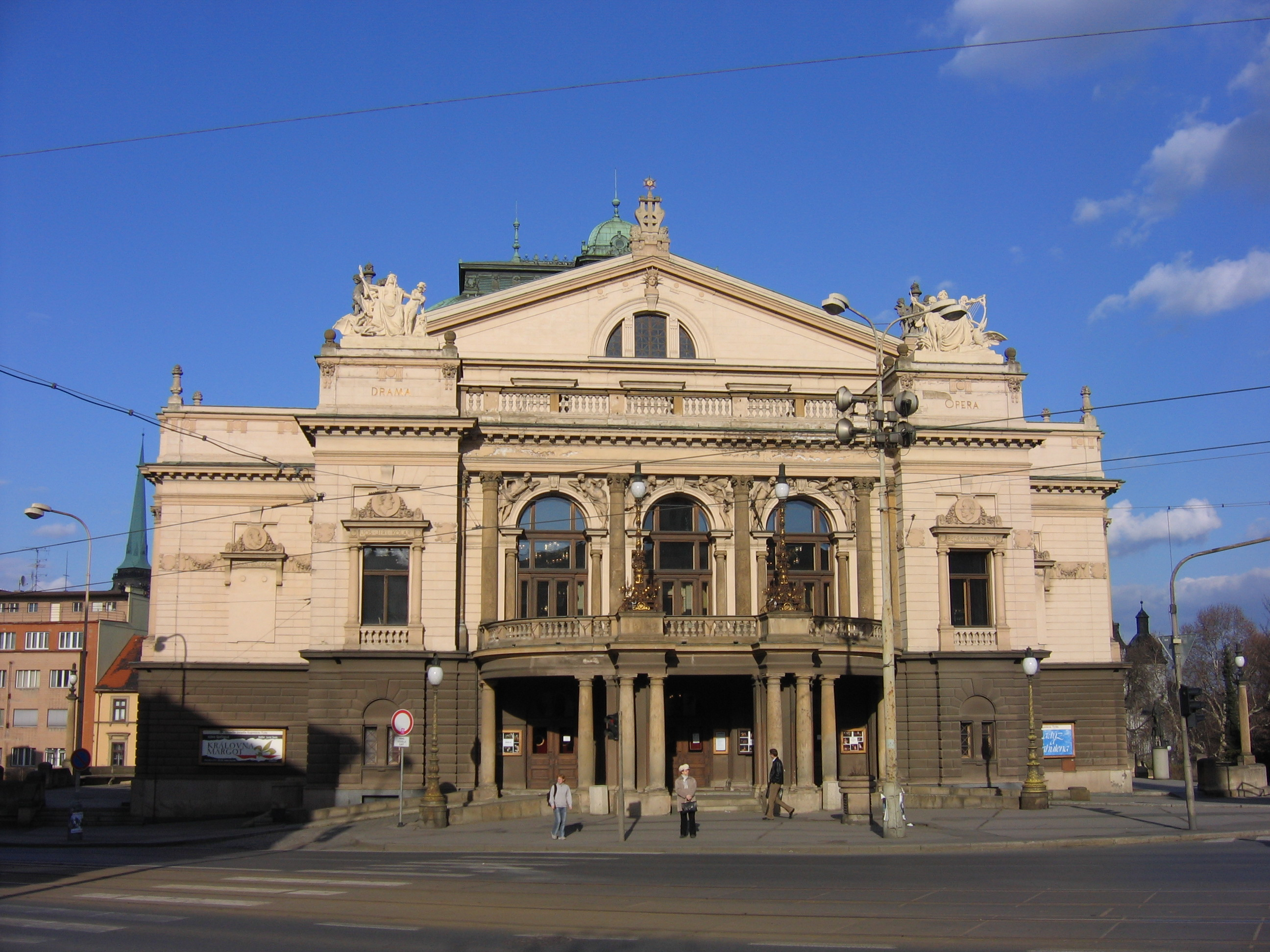
Großes Theater

Ein erstes Theatergebäude war bereits 1832 in der heutigen Rieger-Straße entstanden. Die deutschen Bürger der Stadt errichteten im Jahr 1869 ein deutsches Theater in der Goethe-Straße – das Kleine Theater. Das Kleine Theater schloss 1966 seine Pforten, 1977 wurde das Gebäude abgerissen. Heute hat das größte Theater in Pilsen das Josef-Kajetán-Tyl-Theater, ein Schauspiel-, Opern-, Ballett- und Operetten- und Musicalensemble mit mehreren Bühnen. Das heutige Große Theater wurde 1899–1902 gebaut und 1965 das Kammertheater eröffnet. 1980 begannen die Aufführungen im Theater im Klub, der dritten Bühne des Tyl-Theaters. 2014 schließlich wurde als Bauvorhaben im Rahmen der Europäischen Kulturhauptstadt 2015 das Neue Theater fertiggestellt und eröffnet.
Fester Bestandteil der Pilsener Theaterwelt sind kleinere Theater wie das Kabarett-Theater Pluto und das Dialog-Theater, eine kleine Szene u. a. für die zahlreichen Laientheater-Gruppen. Als Alternativ-Bühne dient das zum Reiseverkehr nicht mehr genutzte Abfertigungsgebäude des Bahnhofs Pilsen-Süd.
Marionettentheater und Puppenspiel haben in Pilsen eine lange Tradition. Zwischen 1930 und 1943 siedelte in Pilsen das erste professionelle Marionettentheater der Tschechoslowakei von Josef Skupa (Schöpfer von Spejbl und Hurvínek), das nach dem Zweiten Weltkrieg nach Prag umzog. Danach entstand erst 1966 wieder ein professionelles Marionettentheater. Dieses trug erst nur im Volksmund und später offiziell den Namen des Gebäudes „Alfa“. Seit 1967 ist das Theater Mitveranstalter des Festivals Skupova Plzeň. Seit 1928 – mit unfreiwilliger Unterbrechung von 1939 bis 1946 – besteht das Laien-Puppentheater V boudě. Träger seit 1991 ist der Puppentheater-Verein V boudě.

### Museen

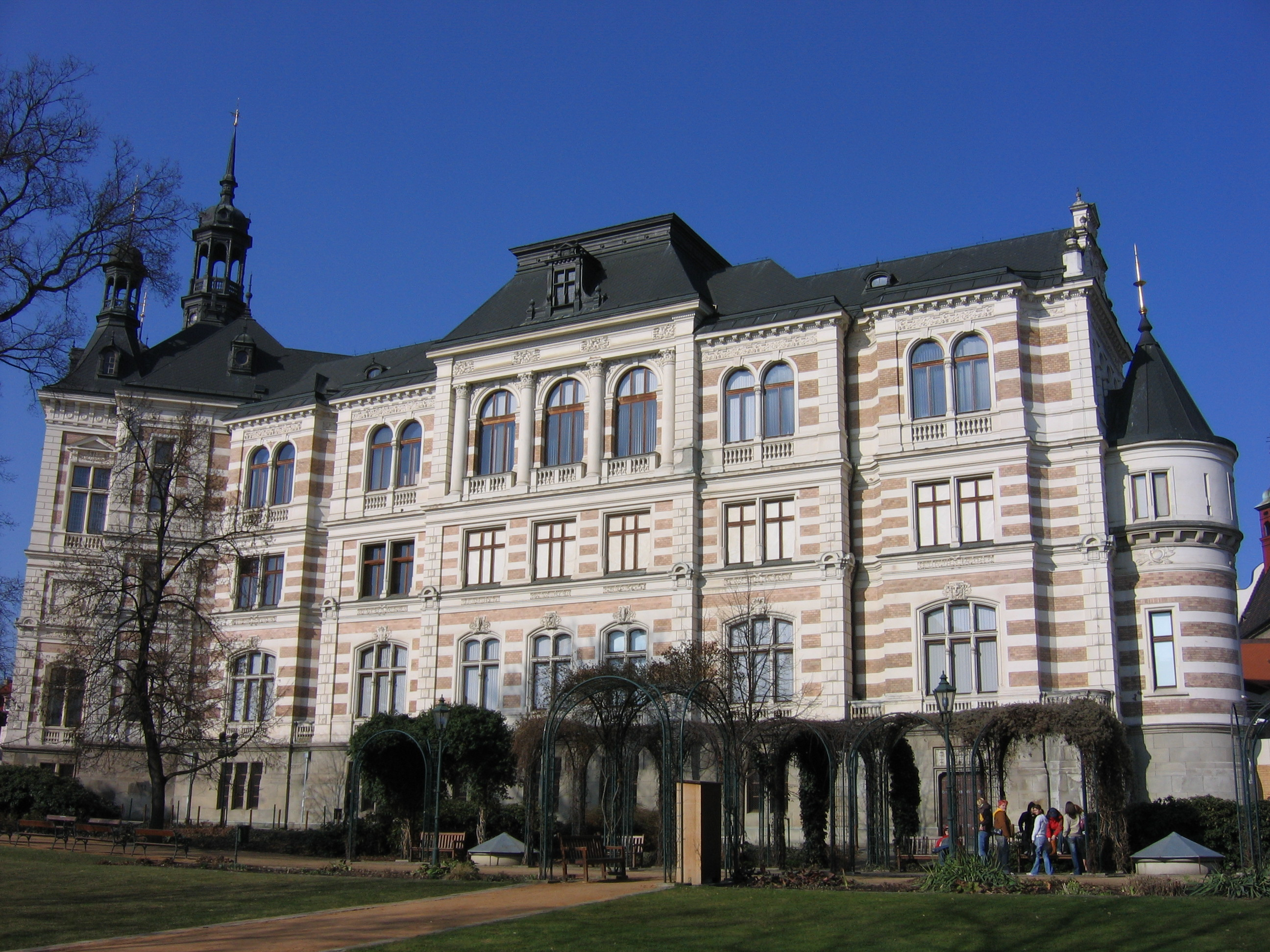
Westböhmisches Museum (Seitenansicht)

Das Westböhmische Museum in Pilsen ist eine Einrichtung des Plzeňský kraj und gehört zu den wichtigsten Museumseinrichtungen der Region. Ein wichtiger Teil des Museumsalltags ist der Forschungsarbeit gewidmet. Das Museum hat 10 Fachabteilungen: Volkskunde, Neuere Geschichte, Urgeschichte, Mittelalter, Paläontologie, Botanik, Zoologie, Restaurierung, Abteilung für Archäologische Rettungsgrabungen und das Museum für Kunsthandwerk. Derzeit werden im Hauptgebäude vier Dauerausstellungen betrieben: das Zeughaus, eine Sammlung von Meißner Porzellan, Archäologie der Pilsener Region und regionale Geschichte. Ein ausgelagerter Ausstellungsraum befindet sich in der Nähe: Masné Krámy, eine mittelalterliche Fleischmarkthalle aus dem Jahre 1392. Nach mehrfachen Restaurierungen werden hier Wechselausstellungen gezeigt und regelmäßig Konzerte veranstaltet.

Masné Krámy, restaurierte mittelalterliche Fleischmarkthalle, Ausstellungsgebäude des Westböhmischen Museums

Zweigstellen sind das Volkskundemuseum und das Marionettenmuseum auf dem Platz der Republik, das Diözese-Museum im ehemaligen Franziskanerkloster mit einer Dauerausstellung christlicher Gegenstände der bildenden Kunst und das Dr.-Šimon-Adler-Museum in Hartmanice mit einer Ausstellung zur Geschichte der jüdischen Bevölkerung Westböhmens.
Das Brauereimuseum entstand 1959 als Teil des Westböhmischen Museums. Im Jahre 1987 wurde es dem Staatsbetrieb Pilsener Brauereien übergeben und befindet sich heute in Trägerschaft der Pilsener-Urquell-Brauerei. Das Museum zeigt eine Dauerausstellung zur Geschichte des Bieres, dessen Herstellung und damit verbundener Handwerke.
2008 wurde von der Škoda Holding und der Westböhmischen Universität in Pilsen das Regionale Technische Museum Techmania eröffnet. Die Alte Synagoge beherbergt eine Dauerausstellung zur jüdischen Kultur. In der Plovární-Straße wurde 2015 ein privates Buchdruckmuseum eröffnet.

### Bibliotheken
Die größte Bibliothek der Stadt ist die 1950 errichtete Wissenschaftliche Bibliothek des Kreises Pilsen mit einem Gesamtbestand von 1.734.327 Medien (Stand 2005). Die 1876 gegründete Bibliothek der Stadt Pilsen besitzt heute ca. 400.000 Bände. Die Universitätsbibliothek der Westböhmischen Universität in Pilsen verfügt über einen Gesamtbestand von 365.232 Medien (Stand 2005). Die kleinste Einrichtung ist die 1880 gegründete Bibliothek des Westböhmischen Museums mit etwa 70.000 Medien.

### Kunst im öffentlichen Raum

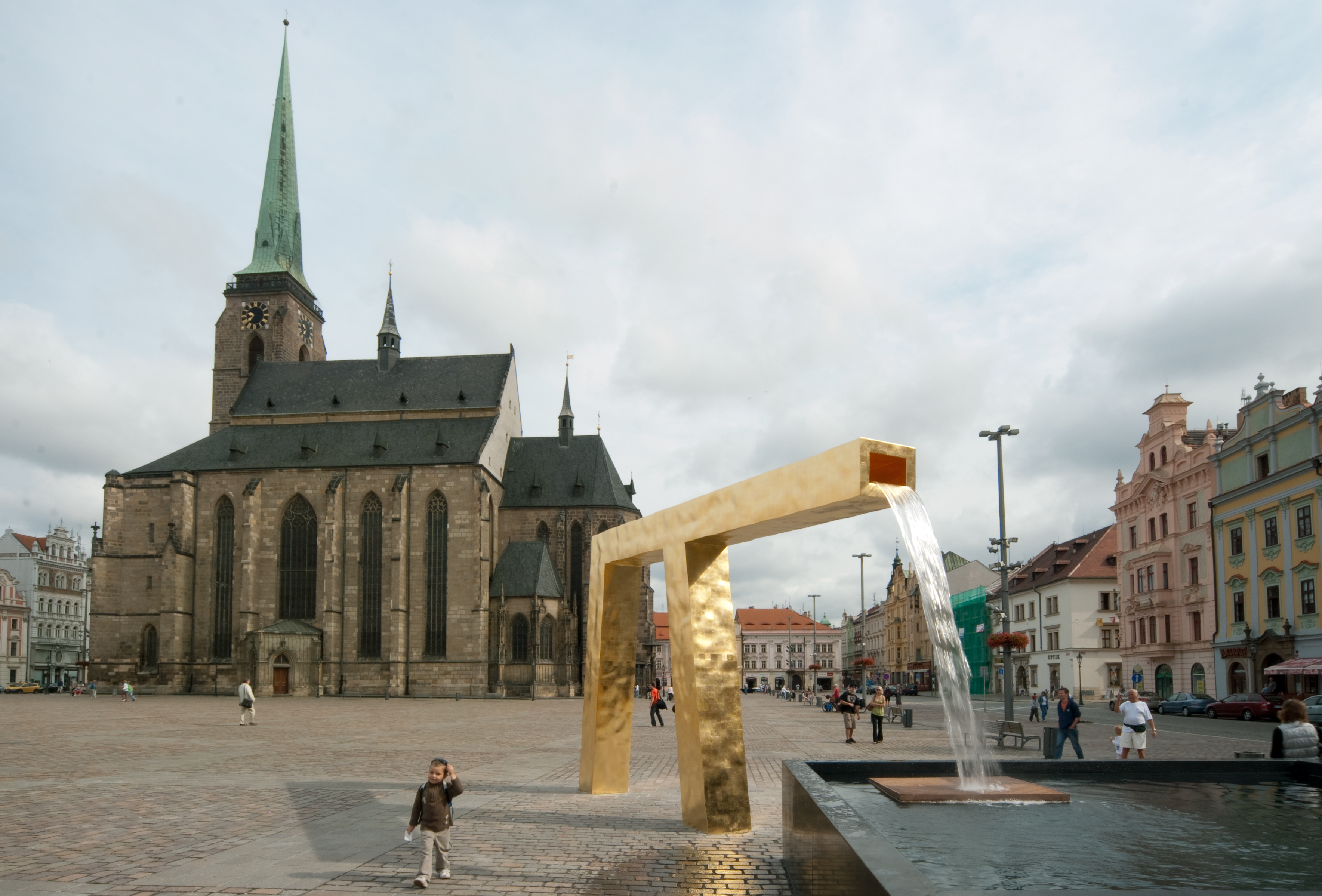
Brunnen von Ondřej Císler

Am 14. Juni 2002 wurde in den Šafaříkovy sady ein Bronze-Denkmal für den Pilsener Puppenspieler Josef Skupa enthüllt. Dargestellt sind die berühmten Puppen Spejbl und Hurvínek. Die Inschrift lautet: „Spejbl a Hurvínek | Odhaleno 14.6.2002 | Na pamět´ Plzeňského loutkáře | Jezefa Skupy || Auroři: | Jaroslav Pleskal a Savvus Vojatzoglu“.
Die Plastik wurde zur Erinnerung an die Gründung der Stadt Pilsen im Jahr 1295 von der „Stiftung 700 Jahre Stadt Pilsen“ gemeinsam mit dem Verband der bildenden Künstler der Region Pilsen und der Stadt Pilsen initiiert.
In den Kopeckého sady, nicht weit vom Tyl-Theater, erinnert ein Bronze-Denkmal an den Komponisten Bedřich Smetana.

Daneben ist ein Wasserspiel mit zwei Bronze-Figuren: Eine junge Frau tanzt mit einem Knaben. Das Werk Mutter mit Kind (Matka s dítětem) von Jiří Hanzálek wurde nach einem Modell aus dem Jahr 1964 gefertigt.
Für den großen Stadtplatz (Hauptmarkt), das Náměstí Republiky (Platz der Republik), hat Ondřej Císler 2010 drei große Brunnen aus vergoldeter Bronze und schwarzem Granit geschaffen. Die goldenen Wasserspeier symbolisieren die Tiere des Pilsener Stadtwappens Engel, Kamel und Windhündin.

Ebenfalls am Stadtplatz, neben der Sankt-Bartholomäus-Kathedrale, steht die Pestsäule (1691) mit ihrer krönenden vergoldeten Muttergottesfigur und der skulpturalen Dekoration von Lazar Widemann.
Von Václav Fiala wurden Werke am Habrmannovo náměstí (2010, Fascinace kouli/Faszination der Sphäre, Stahlblech), am Mikulášské náměstí (2012, Yin und Yang/Yin a Yang, Trinkwasserbrunnen aus Granit), und im Lochotínský park (2015, Artus‘ Tafelrunde/Artušův stůl, Granit und Eiche) realisiert.

Spejbl a Hurvínek
Mutter mit Kind von Jiří Hanzálek
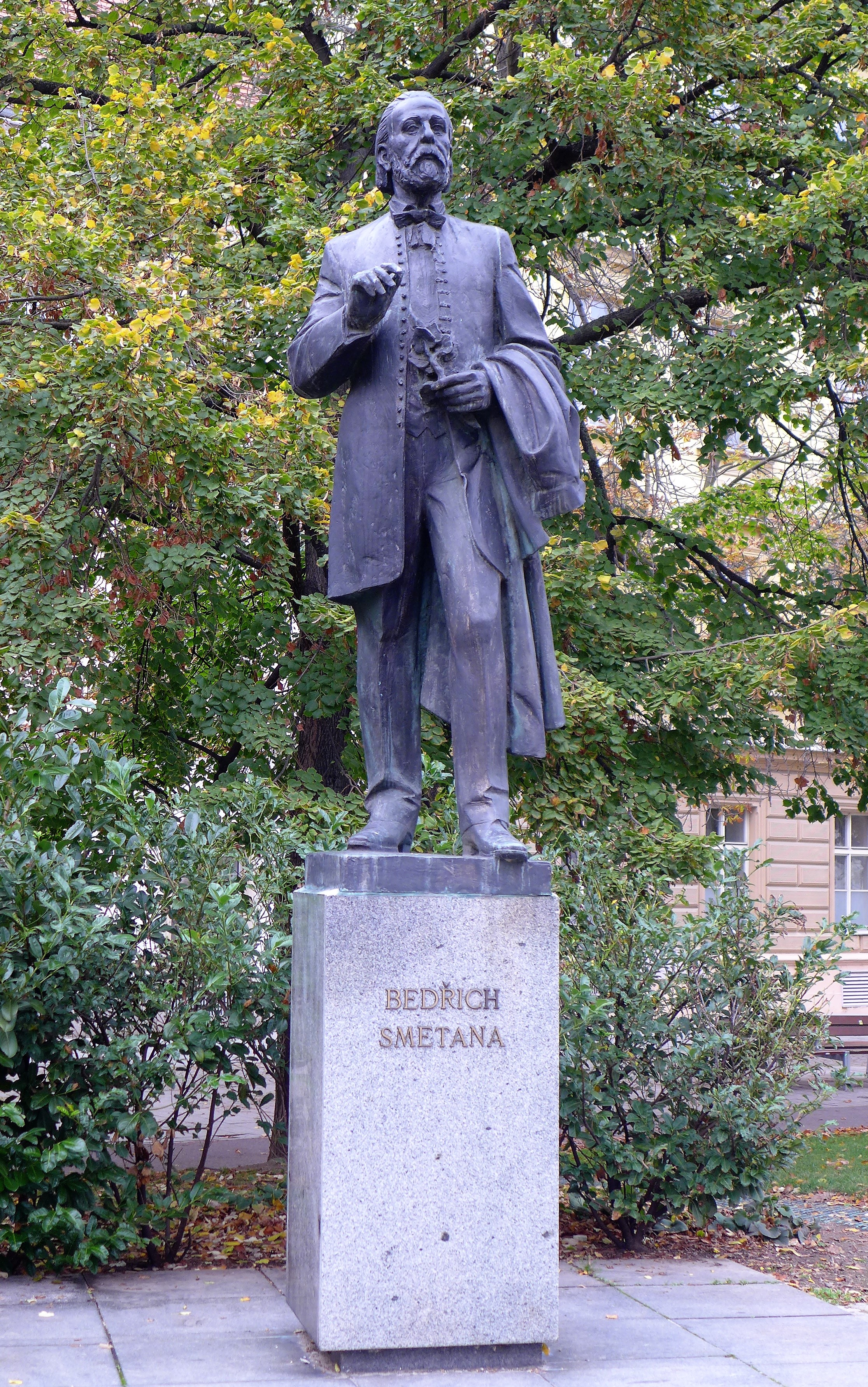
Bedřich Smetana
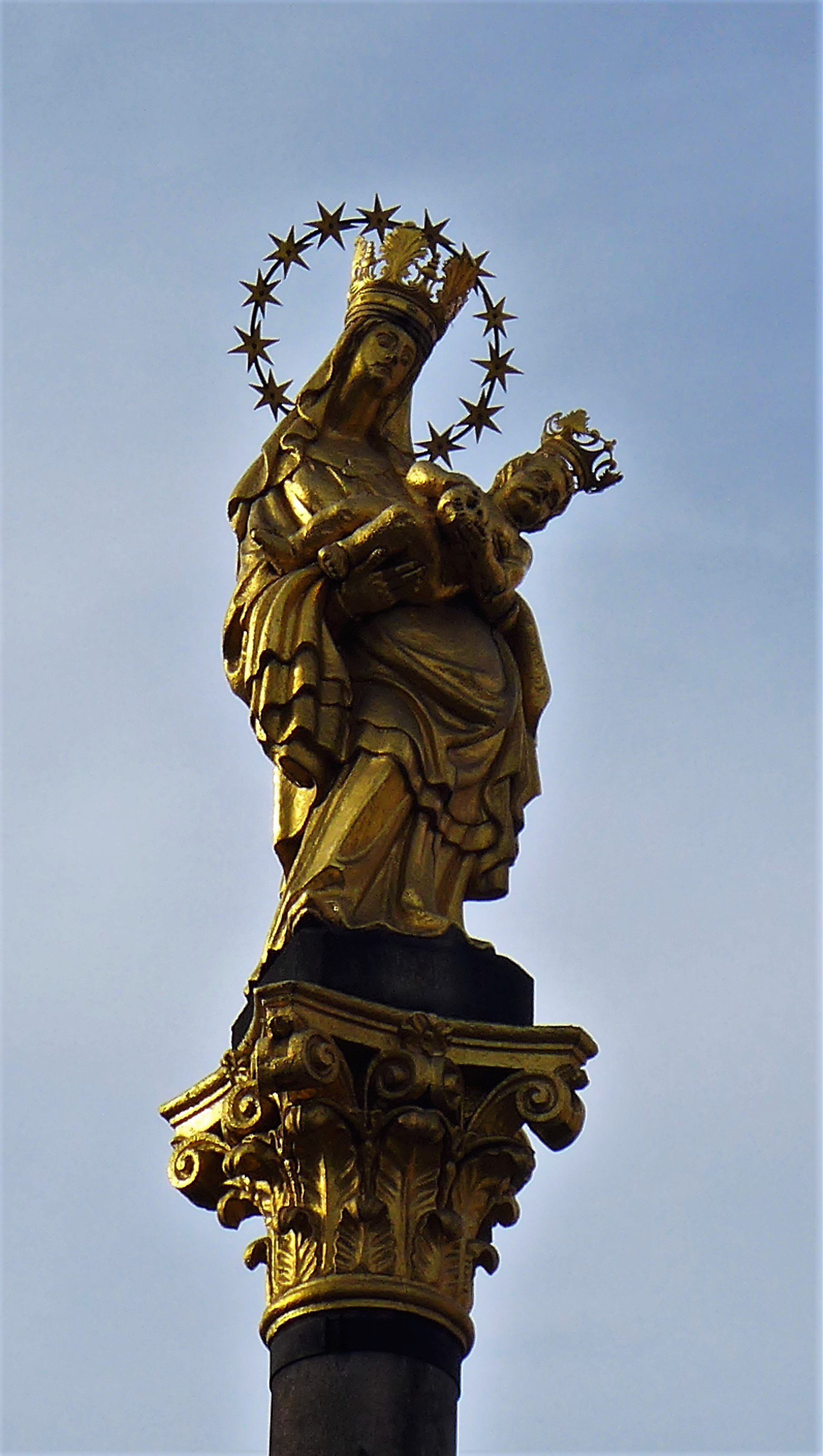
Pilsener Madonna auf der Pestsäule
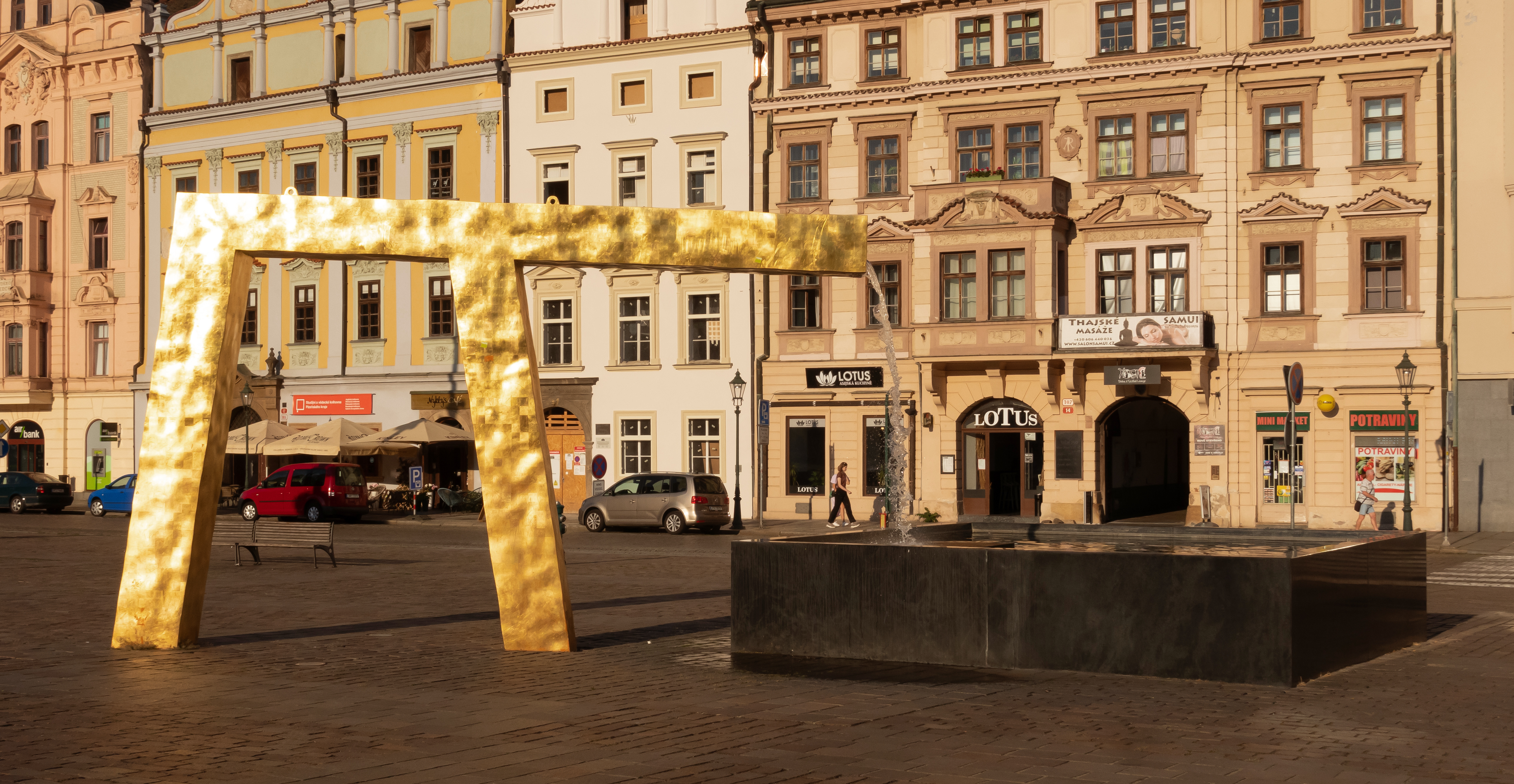
Brunnen am zentralen Platz

### Historische Keller

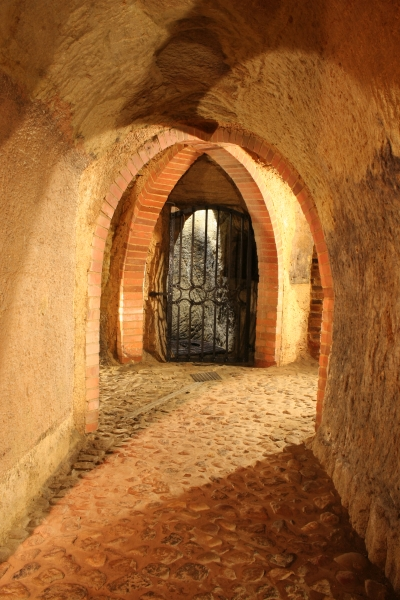
Unterirdische Gänge

Die Pilsener historischen Keller sind ein weit reichender Komplex unterirdischer Räume und Gänge, der sich unter der gesamten Altstadt erstreckt. Ursprünglich handelte es sich um mittelalterliche Keller von Kaufleuten und zahlreiche Brunnen. Diese wurden ab den 1970er Jahren miteinander verbunden und dienen heute als Grundwasserentwässerungssystem der Altstadt. Ein Teil der Räume ist für Besucher zugänglich. Der Rundgang umfasst u. a. das frühneuzeitliche städtische Wasserwerk, einen historischen Abwasserstollen und mehrere Ausstellungsstücke zur Geschichte der städtischen Wasserversorgung.

### Zoologischer und Botanischer Garten
Der Zoologische und Botanische Garten der Stadt Pilsen liegt auf einem 21 ha großen, reich gegliederten Gelände im Stadtteil Lochotín. Vertreten sind um die 1100 Taxa verschiedener Tierarten in 6000 Exemplaren. Bei 23 Tierarten beteiligt sich der Zoo an Europäischen Erhaltungszuchtprogrammen. Der Zoologische Garten wurde 1926 gegründet. 1957 kam dann der bis 1981 selbstständige Botanische Garten hinzu.

### Veranstaltungen
Folgende Kulturveranstaltungen finden regelmäßig statt:
| Monat        | Jahrgang im Jahr 2015 | Name            | Beschreibung |
| ------------ | --------------------- | --------------- | --- |
| Februar–März | 35.                   | Smetana-Tage    | Internationales Festival klassischer Musik                                                                              |
| April        | 28.                   | Finále Plzeň    | Festival tschechischer und slowakischer Ganzabendfilme und -dokumentationen                                             |
| April        |                       | Predator Run    | Extremhindernislauf |
| Juni         | 31.                   | Skupova Plzeň   | Marionettentheaterfestival                                                                                              |
| September    | 23.                   | Festivaldivadlo | Internationales Theaterfestival                                                                                         |
| Mai          |                       | Befreiungsfest  | Fest zur Erinnerung an die Befreiung der Stadt durch US-amerikanische Streitkräfte und das Ende des Zweiten Weltkrieges |
| Oktober      |                       | Pilsner Fest    | Fest der Pilsner Biere – Pilsner Urquell und Gambrinus.                                                                 |

## Persönlichkeiten
Bekannte Persönlichkeiten der Stadt sind in der Liste von Persönlichkeiten der Stadt Pilsen aufgeführt.

## Etymologie
Zur Etymologie des Stadtnamens existieren viele volksetymologische Erklärungsansätze und mehrere der eher zurückhaltenden Fachliteratur. Schon zur Frage, ob der Name germanischen oder slawischen Ursprungs ist, gibt es keine Einigkeit – auch aufgrund der komplexen, sich immer wieder überlagernden Besiedlung germanischer und slawischer Stämme. Der Klassiker der tschechischen Ortsnamen, Antonín Profous, behandelt die Herkunft des Namens von Plzeň ziemlich ausführlich und gibt drei klassische, tschechischsprachige Erklärungen: erstens, abgeleitet vom Adjektiv „plzký“ – was etwa glitschig / schlüpfrig bedeutet (die Stadt wurde auf glitschigem durchfeuchtetem Boden angelegt); zweitens, abgeleitet von „plž“, was deutsch Schnecke bedeutet (auf dem Gebiet lebten viele Schnecken); drittens, abgeleitet vom Adj. „plzný“ = „nützlich, fruchtbar“. Pollmer schreibt zu der Thematik ebenfalls, dass der Ortsname auf das tschechische Wort plzni (nützlich, angenehm) zurückgeht. Ein anderes verbreitetes Erklärungsmodell nennt das mhd. Bilsen/Pilsen (modern Binsen) als Namensgeber für die Stadt, da sie an einem binsengesäumten Ufer gegründet wurde. Rätsch gibt an, dass der Name der Stadt auf Bilsenkraut („Pilsner Kraut“) zurückgehe und in Zusammenhang mit der Bierproduktion stehe – womit das mit dem Reinheitsgebot nicht konforme „Pilsner Kraut“ ironischerweise namensgebender Pate für das häufigste, jenes Bilsenkraut nicht enthaltende Bier, das Pilsner, gewesen sei.